# 重金属音乐
重金屬音樂（英語：Heavy metal music）通常簡稱為金屬樂（Metal），是搖滾樂的一個子流派，泛指所有具有金屬音樂特點的音樂風格。重金屬音樂興起於1960年代末期的英國和美國。它發源於藍調搖滾、迷幻搖滾，再從更猛烈的硬式搖滾中改良演變而來。是一種渾厚、音量大的音樂，特色是強而有力的嗓音、大量高度失真的電吉他、加長而有技術性的吉他獨奏、密集快速的鼓點。整體十分「沉重」，與其他音樂有顯著區別，因此有「重金屬」這個稱呼出現。
1968年，在英國出現第一批重金屬樂團如黑色安息日、齊柏林飛船與深紫，1980年猶大祭司拋棄藍調元素、並統一了金屬樂音調，摩托頭將金屬與龐克搖滾融合、並猛烈提升速度與爆發力。接著陸續興起了英國重金屬新浪潮、瑞典死亡金屬新浪潮和美式金屬新浪潮等音樂運動，朝向硬核、極端、古典、憂鬱、民謠、前衛等不同方向，發展出眾多子流派。這些子流派的音樂特色都不盡相同，通常是以使用的樂器、失真音色的輕重、節奏快慢、旋律性比重、和弦、音階、唱腔、歌詞主題、樂曲結構來區分。

## 語源
作家伊恩·克里斯蒂描述了這個詞彙的組成元素：「重和強烈、深刻的意義略同，而金屬是描述如研磨加工般的苦澀情緒」。
1968年1月29日，荒原之狼發行的歌曲〈天生狂野〉，歌詞提到機車發出「重金屬般的雷聲」，是史上第一次把這個詞彙寫進歌詞裡。
1968年5月11日，貝瑞·吉佛在《滾石》雜誌上的樂評文章中，他對電旗的專輯《長久以來》評論道：「這是新的靈魂樂、白人藍調和重金屬搖滾的綜合體」。這是第一個有文字記載、使用「重金屬」來描述音樂類型的先例。
1983年，《滾石雜誌搖滾樂百科》中有這樣一段話：「以藍調為基礎的侵略性硬式搖滾風格，史密斯飛船是美國70年代中期頂尖的重金屬樂團」。因此「重金屬」和「硬式搖滾」這兩個詞彙經常被交替使用，特別是在提及1970年代的樂團時，這兩個詞彙的意義便會非常相近。

## 特色

### 音樂性

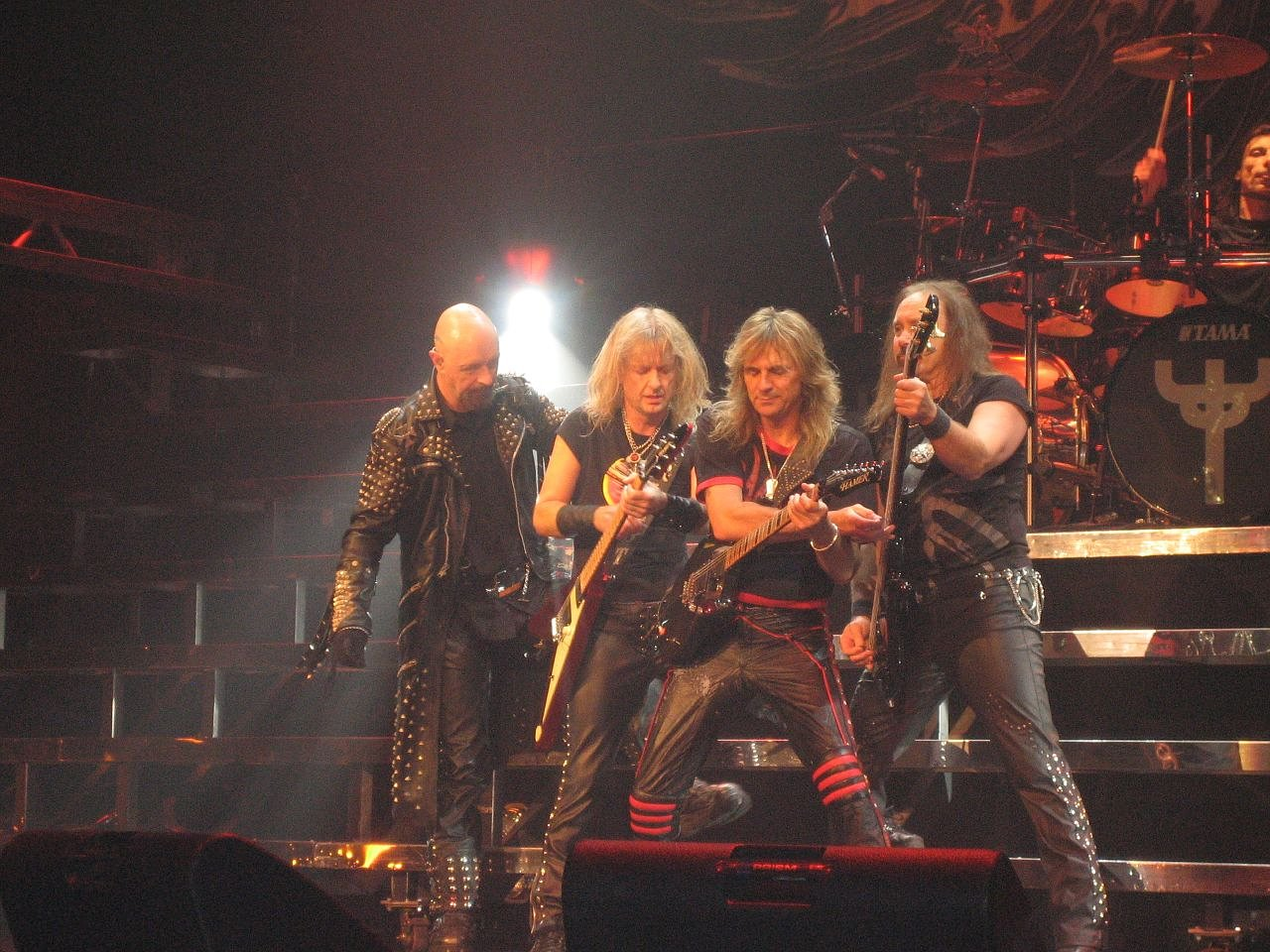
重金屬始祖之一的猶大祭司樂團

重金屬音樂是含有高爆發力、快速、重量感及破壞性等元素的改良式搖滾樂，相比其他音樂較「重」且「快」。「重」是由於特別強調電吉他與電貝斯的音階降低；「快」是由於一般流行音樂節拍通常是80-130BPM，重金屬音樂往往達到200BPM或更高。重金屬音樂也十分強調吉他獨奏，因此出現了大量追求速彈吉他的技術派樂手，也影響了效果器等音樂設備的多樣化發展。
《紐約時報》樂評瓊·帕雷利斯表示：「在流行音樂的類型中，重金屬音樂是硬式搖滾一個重要的子類別，它很少使用切分音、更少的藍調、更強調舞台表演的魅力以及暴漲的力量」。美國克拉克大學心理學家傑佛瑞．阿奈特指金屬樂是：「相當於戰爭的感官體驗」 
。美國帝博大學社會學家蒂娜·溫斯坦則表示：「如同旋律是流行音樂的元素、節奏是浩室音樂的焦點；震撼的音效、音色以及音量，則是金屬樂的關鍵要素。金屬樂的高音量是用來將聽眾捲入其中，並且注入一劑強心針」。

### 樂器

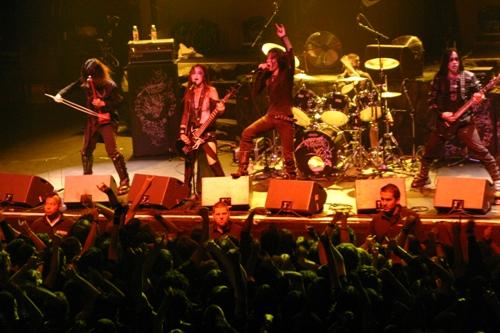
金屬樂團閃靈，可以注意的是他們在編制中加入二胡，這是民謠金屬的特徵之一

重金屬音樂有著基本的樂器編制：電吉他、電貝斯與鼓，三者分別構成了「節奏集團」和「旋律集團」。主唱有時會被省略，鍵盤與鋼琴有時會被加入編制。
由於重金屬音樂強調的是樂器而非人聲，歌手與樂手的地位是相等的（包括在錄音室混音後製的位置），與流行音樂中以主唱為要角的傳統不同。
- 電吉他扮演最重要的角色，因為強烈失真的吉他聲很具攻擊性，在此影響下，重金屬音樂才得以藉電吉他來展現衝擊力，若利用效果器則更能使音樂變化多端。[17]另外，重金屬的誕生也是從電吉他開始[18]。
- 鼓是絕對的核心樂器，作用在於底層的鋪墊，並指揮其他的樂器圍繞。重金屬的鼓手通常會使用複雜的加花節奏、利用鈸片渲染氣氛，使音樂更富變化。[17]
- 電貝斯是負責在節奏聲部呈現流動感，它同時具有鼓的低音和吉他的音調，因此貝斯也能連接鼓和吉他，使三個重要樂器能在樂曲中融合協調。[17]
- 鍵盤與鋼琴則有模仿其他樂器音色的作用，透過改變不同的音色來連接節奏與旋律，但由於其發聲原理的限制，因此每種音色都不夠完美。[17]

其中吉他和貝斯是最富變化性的樂器，只要改變撥弦的工具、方法、位置、力道，就能輕易改變音色，假如借助效果器，音色的變化範圍更會大幅擴張。
而主唱是整個樂曲的框架，唱腔、風格與音域的寬廣將會定義整首樂曲的範圍，擔任主唱的人必須配合所有的樂器來表現音樂，如力量金屬的高亢響亮對比死亡金屬的低音咆嘯，英國愛丁堡大學社會學家西蒙·弗里思表示：「金屬樂主唱的聲調，遠比唱什麼歌詞更加重要」。
有些重金屬樂團會省略主唱的位置，如末日行星、金屬啟示錄、動物領袖與神結奧秘等。多數重金屬樂團也會推出無人聲的純樂器演奏作品，如金屬製品、虛幻之境、貝拉寇、寂靜黑暗、魔域大怒神、極光奏鳴曲、盲人守護者、神秘摩爾人、烈火風暴、遠古力衡、聖劍、毀滅、異教狂徒、死亡天使等。

### 唱腔

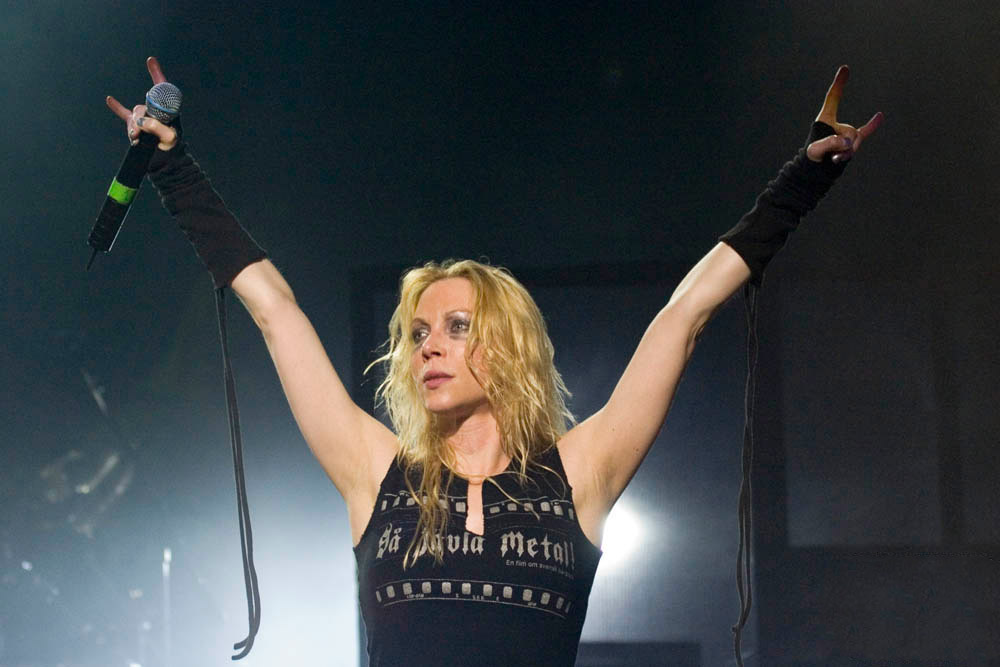
前邪神大敵主唱安琪拉·高索，她是使用喉音技巧的著名女主唱之一

重金屬音樂中有多種特殊喉音唱腔，多數樂團的主唱都會運用人聲延伸技巧。嘶吼唱腔是統稱，細分則有假聲帶震動為主的死腔、豬吠、水喉，真聲帶震動為主的黑腔、哈扣腔..等等。然而每種風格的發聲技巧強度、音高與音色都不太一樣。嘶吼類型大致分為真聲帶與假聲帶兩大類，依照施力位置、振動比例、共鳴腔、真假聲帶震動的多寡、震動顆粒的大小來區分。
喉音的歷史可追溯自9世紀的維京時期，可能屬於海盜音樂的一部分。12世紀，在德國作曲家赫德嘉·馮·賓根的音樂劇《美德典律》中，魔鬼是唯一使用喉音演唱的角色。1956年，傑伊·霍金斯在歌曲〈愛的魔咒〉使用了低音的唱腔，被認為是在近代音樂中使用喉音的先例。1966年，何許人的歌曲〈蜘蛛戰士〉、以及1969年後，黑色安息日、平克佛洛伊德在作品中都含有不同的喉音技巧。另一方面，1975年成立的摩托頭，其主唱萊米的歌聲音調，因具有粗麻低沈、侵略性強的鮮明風格，被認為是當前金屬樂死腔的指標性起源。
而黑腔的歷史可追溯至1960年代末期，深紫樂團的伊恩·吉蘭、齊柏林飛船的勞勃·普蘭特、猶大祭司的羅柏·哈爾福德都頻繁運用尖亮、乾烈的音調。到1980年代，隨著鞭擊金屬的興起，也形成了黑腔的雛形。因鞭擊金屬受到硬核龐克的影響，後者經常使用高呼尖叫的人聲。美國凱斯西儲大學音樂學家勞勃·瓦爾瑟表示：「龐克的影響力在於快節奏的音樂和瘋狂的侵略感，在關鍵時或諷刺的歌詞中，來勢洶洶的咆哮人聲便出現了」。

### 節奏與節拍

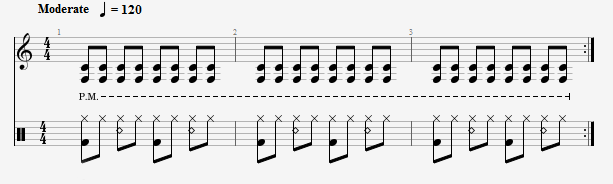
重金屬中節奏模式的一個例子。上層是電吉他的譜，下層是鼓的譜。

重金屬音樂十分強調節奏。蒂娜·溫斯坦表示：「重金屬音樂的鼓手會使用大量的聲音效果，讓強烈緊湊的節奏，還能夠展現出複雜變化」。在許多重金屬歌曲裡，主要的節奏特徵在於短促、雙音或三音的節奏型態。一般是由八分或十六分音符構成。這些節奏往往是電吉他使用悶音技巧，製造出斷音的方式。
將短而突兀、不相連接的節奏區塊組合成節奏樂句，展現出鮮明、不穩的織體，這些樂句所創造出來的節奏與曲調音型，稱為即興重覆段（英語：Riff），有助於建立主旋律的記憶點。早期的重金屬音樂傾向於使用緩慢、沉重的節拍。直到1970年代末期，金屬樂團開始採用各式各樣的節奏與節拍。到了2000年前後，重金屬音樂節拍已經包括了緩慢的抒情節拍（四分音符 = 60BPM），到極快的疾踩節拍（四分音符 = 350BPM）。

### 和聲
重金屬音樂的特色之一還有電吉他的強力和弦，在技術方面，強力和弦相對簡單：它只涉及一個主音程，通常是純五度音，有時也用純八度音與基礎音對稱。雖然純五度音是最常見的強力和弦基礎，強力和弦也會採用不同的基礎如小三度音、大三度音、完全四度音、增四度音或小六度音。大多數的強力和弦也採用一貫的指法，以便於在指板上下滑動。在失真效果器下，聲音訊號經過非線性的變换生成額外的泛音列，引起互調失真。因此，失真效果器下的普通三和弦生成的頻率會有較複雜的比值。這也導致最終的音響效果粗糙而難以分辨。
但是在十二平均律下，強力和弦根音和五音的頻率比非常接近純律中的3:2簡單整數比，讓泛音避免了過度的不諧和。互調讓聲音的頻率同時向兩個方向延伸；低於根音一個八度的基頻會讓音色聽起來更加豐富且加重了低音，使得整個聲音更具一種「力量感」。即使没有失真效果器，強力和弦也會因為和音效應而顯得強勁有力。強力和弦的另一優勢是演奏難度較低，音樂家在演奏和弦時可以實現快速的轉換，且更易融入旋律與固定音型。1980年代，在鞭擊金屬興盛的時代背景下，由麥加帝斯的戴夫·馬斯泰恩推廣了蜘蛛和弦，這種新的吉他技巧可以減少演奏固定音型需要跨弦時的弦噪。蜘蛛和弦在歌曲〈無命醒來〉、〈聖戰…替天行道〉和〈風馳電掣 (金屬製品專輯)〉中出現。蜘蛛和弦要求演奏者運用所有的四根手指按弦——這也是其名稱的由來。

### 典型的和聲結構
重金屬音樂往往以三種主要特色的即興重覆段作基礎：調式音階行進、三全音與半音階行進，並利用持續音。尤其是伊奧利亞調式與弗里吉安調式。以和聲來講，這意味著重金屬音樂結合了調式音階行進，如伊奧利亞調式行進的I-VI-VII, I-VII-(VI)或I-VI-IV-VII，以及採用介於I與♭II （例如I-♭II-I, I-♭II-III或I-♭II-VII）的弗里吉安調式行進。聲音強烈緊張的半音階或三全音多在重金屬和弦進程中被使用。

#### 三全音
三全音是橫跨三個全音的音程。例如Fa和Si這兩個音之間，距離就是三個全音。因為既不和諧又不穩定，被中世紀教會稱為「音樂中的魔鬼」、「惡魔的聲音」而禁止。二十世紀很多樂曲都在討論三全音要如何使用，然而這些作品和魔鬼或地獄一點關係都沒有。但是在巴洛克時代，尤其是巴哈的作品，三全音的出現代表魔鬼就在這裡，類似音樂密碼。三全音也出現在現代日常生活中，如警車和救護車的警笛聲、iPhone手機的預設訊息鈴聲。重金屬音樂始祖之一的黑色安息日，在歌曲〈黑色安息日〉中，從前奏的電吉他到旋律，都用了減五度的三全音。從此之後，重金屬音樂便開始廣泛的在吉他獨奏和即興重覆段上使用三全音。
音樂製作人鮑伯·艾思林在紀錄片《重金屬之旅》的採訪中表示：「三全音有一種很性感的聲音，我想中世紀的人們還很無知、恐懼，聽見那樣的聲音，體內起了反應，就以為魔鬼來了」。黑色安息日的東尼·艾歐密、齊柏林飛船的吉米·佩奇和AC/DC的安格斯·楊，他們的吉他獨奏因為具有純粹的邪惡特色，被樂界廣泛認為是推廣這種音調最重要的三個吉他手，各自具有容易辨別的吉他風格。

### 與古典音樂的關係

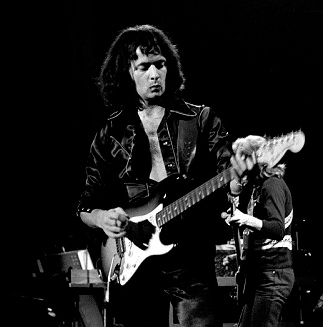
深紫樂團創始人瑞奇·布萊克摩爾，他的吉他演奏以新古典主義風格聞名

勞勃·瓦爾瑟表示：「重金屬音樂中最具有影響力的幾位音樂家，都曾經鑽研過古典音樂。他們對古典樂典範的改編與擷取，在重金屬的發展史上走出嶄新的路線，而且激發了近代金屬音樂中和聲與旋律語言的變化。」
《新格羅夫音樂與音樂家辭典》線上版寫著：「1980年代之後，具有影響力的金屬吉他手如埃迪·范·海倫、蘭迪·羅茲和英格威·瑪姆斯汀等人，在和弦上廣泛借鑒了18世紀的歐洲古典樂，特別是巴哈、華格納與韋瓦第。」
信徒成員科特·巴克曼指出：「如果做法正確，金屬樂和古典樂的元素能十分吻合。古典跟金屬可能是兩種最共通的音樂，它們在音感、織體與創造力上有太多相似之處。」
鮑伯·艾思林在紀錄片《重金屬之旅》採訪中表示：「大多數早期專業、優秀的樂團，都是某些黑暗古典樂的樂迷。例如華格納，他加進了低音大喇叭、超低音樂器，和兩倍大的超低音巨型提琴，要兩個人拉，一人在椅子上按弦一人拉弓。演奏開始時樑柱都跟著震動，太多低音了。當時擴大機還沒發明，但古典樂已經開始有重金屬味了。」
根據蘇格蘭的赫瑞瓦特大學一份學術報告，由亞德里安·諾斯教授領導，針對六個不同國家、三萬六千人進行的研究指出，金屬樂迷與古典樂迷在個性上通常有其非常相似之處。亞德里安·諾斯教授向英國廣播公司新聞表示：「我們認為原因是古典樂與重金屬，這兩種音樂具有某種相通的靈性內涵，它們充滿戲劇性的激情，而且都具備充沛的張力」。

### 歌詞主題

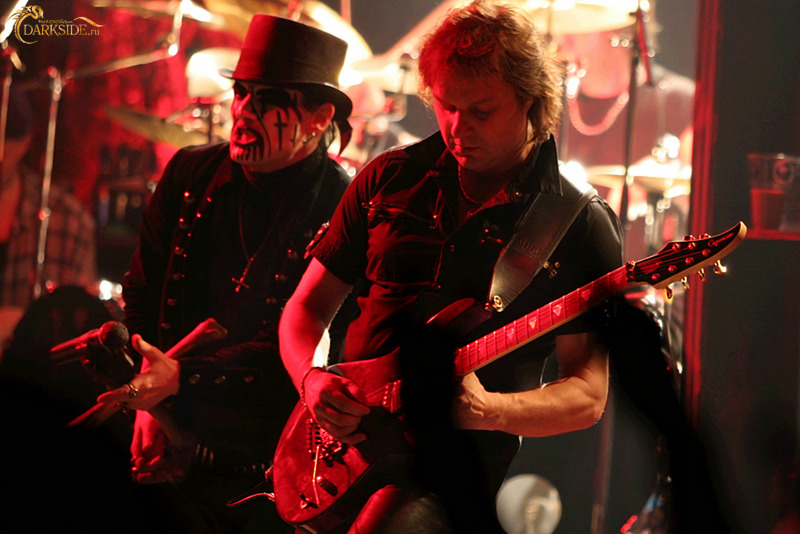
鑽石國王樂團，歌詞主題常與恐怖故事有關

大多數重金屬音樂的歌詞主題包括憤怒、仇恨、反體制、神話、宗教、戰爭、反戰、家園、友誼、自由、死亡、藥物、酒精、性、暴力、褻瀆、殺戮、革命、團結、感情、善惡、恐怖、權力、慾望、悲劇、救贖、生命、科幻、哲學、文學、政治、歷史、時事、神秘主義、社會批判…等。並且也常常和陽剛、侵略性、大男人主義有所關聯。
據學者大衛·哈奇與史蒂芬·米爾沃德以黑色安息日的第二張專輯《偏執狂》為例，黑色安息日與受其影響的無數樂團，在歌詞主題上採用「黑暗絕望的題材，一個在流行音樂史上任何形式中都未曾有過的範疇」。承襲自藍調音樂，性愛也是金屬樂中另一個重要主題，從齊柏林飛船的暗示歌詞，到措辭更大膽的華麗金屬與新金屬都承襲了這一主題。哥德金屬與毀滅金屬中常以浪漫悲劇為主、交響金屬與力量金屬則有大量的神話題材、歷史和民間傳說在民謠金屬中最為常見，另一些像旋律死亡金屬、前衛金屬和黑金屬的歌詞則時常探討哲學。然而最普遍的金屬樂歌詞，仍然是以政治諷刺及社會批判的主題為大宗。在某些保守國家，重金屬音樂受到官方的譴責，被視為是對傳統價值觀的威脅，已經出現過許多重金屬音樂家和歌迷遭逮捕拘禁的事件。

### 服裝造型
對於某些樂手和樂團，視覺形象在重金屬音樂中扮演著重要的角色。除了音樂和歌詞，重金屬樂團的「形象」也藉由專輯封面、樂團標誌、舞台藝術、服裝及音樂錄影帶中呈現。
一頭長髮是金屬樂造型中最重要的辨識特徵，這項傳統最初是來自1960年代的嬉皮文化。到了1980和1990年代，長髮象徵著新世代的仇恨、焦慮和覺醒。長髮賦予了金屬樂文化中的人們「反抗平淡無奇的一股力量」。
1978年以前，各個樂團幾乎都穿嬉皮風格的服飾，例如鮮豔襯衫、毛衣和高腰喇叭褲等。當猶大祭司發行第五張專輯《殺戮機器》時，他們開始穿起完全不同的服飾：打上金屬鉚釘的皮衣、皮褲、皮手套、手環、腰帶、護腿、皮靴和鎖鏈，就連吉他背帶也打上滿滿的鉚釘。很快的，其他樂團紛紛效仿猶大祭司的穿著，例如鐵娘子第三任主唱保羅·迪安諾，他也開始穿上皮夾克和鉚釘手環。這在80年代初引發了一場金屬樂復興，猶大祭司的音樂與形象都一躍成名。英國重金屬新浪潮、死亡金屬、鞭擊金屬與挪威早期的黑金屬，都開始借鑒羅柏·哈爾福德的服裝風格。自此，一身全黑的皮革／金屬裝束成為重金屬音樂最根深蒂固的象徵。
重金屬樂迷的典型打扮包括破損的牛仔褲、黑色T恤、靴子、黑色皮衣或牛仔夾克，T恤通常印著樂團的標誌或其他相關的視覺圖案。1980年代起，受到龐克音樂、哥德音樂和恐怖電影，以及猶大祭司主唱羅柏·哈爾福德率先在舞台上引進重機騎士的硬派打扮等影響，樂迷也會穿戴鐵鍊、金屬鉚釘、骷髏和十字架等元素。同一時期，受機車幫會服飾文化的啟發，縫上許多布章的背心成為叛逆的代表，金屬樂迷和樂手們借鑑幫會背心的方式，經常將喜愛的樂團標誌和專輯封面布章縫在自己的背心上，彰顯個性及音樂品味的金屬戰袍開始成為時尚。
1980年代末期，日本金屬樂團X JAPAN以極端華麗的宮廷服飾、染色噴膠的高聳長髮及驚悚妝容，開啟了視覺系音樂。這個流派除了金屬樂，也逐漸涵蓋了龐克音樂、搖滾音樂、流行音樂和電子音樂。不只影響了東亞音樂潮流，也引領出獨特且規模巨大的文化和時尚運動，在美國、德國、波蘭、俄羅斯、法國、巴西、芬蘭、智利和瑞典都有一些視覺系的族群版圖。2011年，X JAPAN的團長YOSHIKI簡要描述了他們早期發起的音樂運動：
| “ | 當時我們組了團，卻不受任何地方接納，因為我們的音樂很重，穿著非常瘋狂的服裝、臉上也化誇張的妝，所以完全沒有地方容得下我們。但我們堅持做自己想做的，最終成為視覺系。但是視覺系更像是一種精神，它不是一種音樂風格，或者... 你懂的... 我認為這是一種坦率表達自己，擁有自由意識的一種『自由』，我相信視覺系就是主張這樣的精神。 | ” |

### 肢體語言

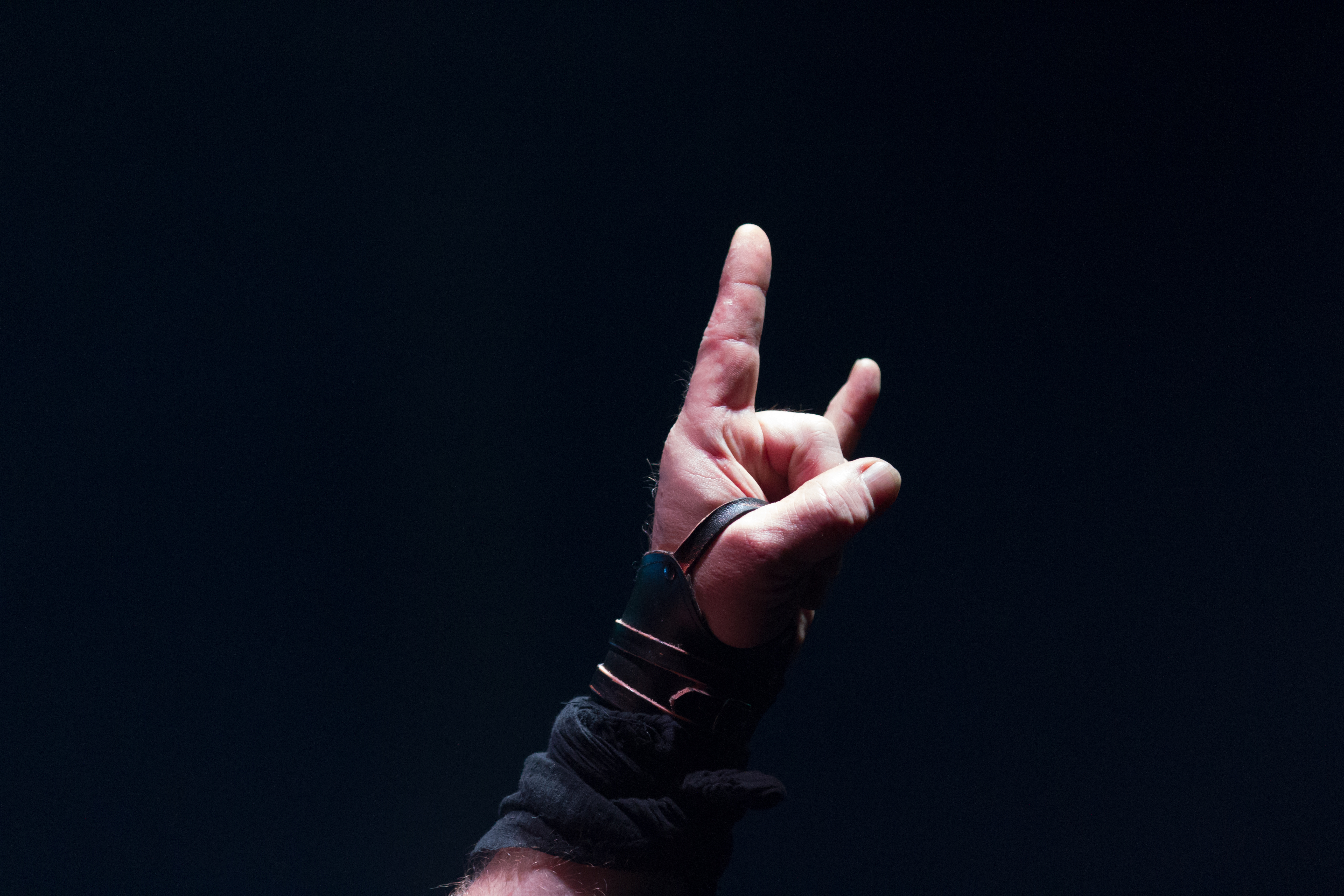
一個高舉的金屬手勢

許多金屬樂手在現場表演時會甩頭，這是配合節奏擺動頭部的動作，往往以長髮來加劇甩頭的煽動效果。曾任黑色安息日主唱的羅尼·詹姆斯·迪歐為了與前任常比V字手勢的奧茲·奧斯本區隔、樹立自己的標誌，便經常在舞台上舉起奶奶教他的避邪手勢，後來演變成象徵重金屬音樂的金屬手勢。這個手勢有時也稱作惡魔角、魔鬼角或金屬號角。
迪歐曾經表示：「我當時加入黑色安息日，想要擁有一個象徵樂團的符號。這不是魔鬼的標誌，這是來自義大利的習俗，我奶奶稱它為『Malocchio』，也就是能保護自己、防禦邪眼的護身符。我家鄉的人們相信它能驅逐惡魔、消除障礙、疾病，還有負面思想。其實這只是一個普通的手勢，但它的確有神奇的地方，我覺得它很適合黑色安息日。所以我挑了這個手勢，然後其他人開始學習、開始普及。但我永遠不會說我是第一人，我只不過在台上比出來、然後讓它成為搖滾樂的某種象徵形式」。
金屬演唱會的觀眾通常不會跳舞，而甩頭和揮拳取代了舞蹈，是身體對重金屬音樂節奏的自然反應動作。彈奏「空氣吉他」也是金屬樂迷在演唱會上或在家聽專輯時常有的舉動。演唱會觀眾動作另外還包括了衝撞、舞台跳水、人體衝浪，集體的大規模動作則有死牆、繞圈衝撞等等。衝撞是一種主動以身體姿態去享受現場的音樂、展現對台上表演樂團的歡迎方式，大部分時候衝撞不會造成受傷，參與者通常也沒有傷害他人的意圖，而且會協助跌倒的人。但是衝撞也有許多造成傷亡的紀錄，它的危險性受到許多批評。其中「死牆」是最激烈、最極端的衝撞形式，這是鞭擊金屬樂迷發展出來的動作。對於樂迷來說，衝撞和舞台跳水是整個音樂文化的一部分，他們有一種非正式的「行為準則」，特別是有經驗的衝撞者知道如何玩得盡興又能保護自己和他人，受傷風險自然也就被接受。

### 樂迷文化

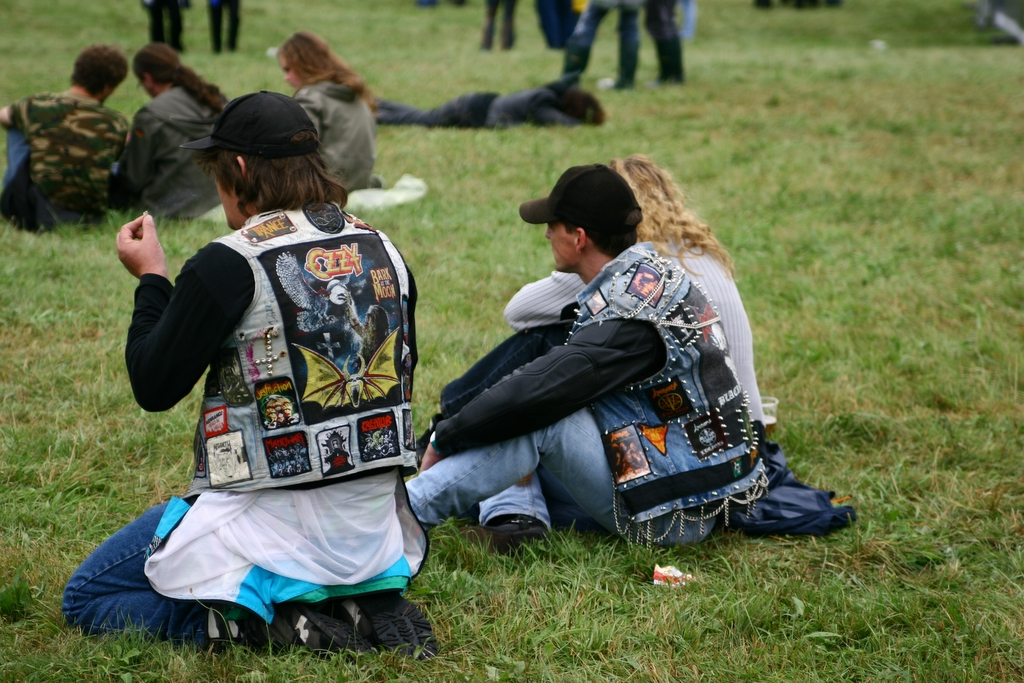
兩位重金屬樂迷穿著縫上許多樂團布章的夾克，這稱之為金屬戰袍。它的靈感來自於機車幫會成員背心。

幾乎世界上每個國家都可以找到重金屬樂迷，甚至在阿拉伯世界一些正統的穆斯林國家中也存在著微小的金屬文化，儘管當地的司法系統和宗教權威經常以各種手段壓制。金屬樂的樂迷經常稱為「金屬頭」，有時稱為「甩頭客」。根據2014年美國西北大學的凱洛管理學院研究，學者認為：「重金屬音樂可以讓人產生力量、自信心與堅定感，並提升人們承擔風險的勇氣。」。據2015年Spotify串流數據的統計報告：「結論顯而易見，重金屬音樂擁有最為忠誠的樂迷」。蒂娜·溫斯坦表示：「金屬樂之所以能比其他類型的搖滾樂長壽，主要是由於極為緊密、高度排他性、強烈的異性戀意識形態、極度陽剛的文化和認同感、歸屬感」。
樂迷對重金屬文化的認同，主要來自於對整個音樂圈內的信賴感、相同的人生價值觀、生存理念上的共鳴、金屬樂產生的激勵作用，以及它反對社會體制扼殺個人特質、主張自由意識等等。樂迷透過參加演唱會和衣著元素的經驗分享、在重金屬音樂雜誌及相關網站等平台上也會增加集體文化的歸屬感。雖然金屬樂迷大多是藍領階級的白人青年組成，但這個族群也寬容接納核心族群以外，能夠依循其穿衣打扮及行為規範的人。
重金屬音樂圈一向被定為「疏離的次文化」，有自成一格的規範。這套規範對音樂的表演者有著不成文規定：他們必須完全投入自己做的音樂、以及支持重金屬這個文化、沒有興趣迎合主流音樂的口味，並且必須對金屬樂永不變節。對歌迷本身，這套規範宣示著「對抗社會上既有的權威，並建立忠於自我的獨立性」。
音樂家和電影製片人羅伯殭屍表示：「大多數來看我演唱會的年輕孩子們，似乎都有豐富的想像力和創作精力，只是他們不知道該怎麼處理」。傑佛瑞．阿奈特注意到金屬樂迷傾向於對音樂分門別類，並排斥那些被自己歸類為「裝模作樣的人」，亦即某些假裝愛好重金屬、但缺乏熱情的演出者（或其他相同情形的樂迷）。

#### 男性主導
重金屬音樂一度由男性主導。它的樂團絕大多數是年輕男孩組成的，也由於金屬樂是男人心理的典型投射，音樂太偏激強烈，難以引起女性聽眾的共鳴，很快的演變為一個雄性世界。重金屬並非排斥女性，而是強悍陽剛的音樂性自然發展下的結果。直到21世紀，以女性主唱為特色的哥德金屬走上主流市場，再加上許多女性音樂人加入、女性金屬樂團紛紛成立，特別是女性也掌握了一度由男性支配的喉音技巧後，完全由男性主導的情形才開始變化。

## 重金屬音樂的起源與發展

### 雛形: 1950年代至1960年代中期
重金屬典型的吉他風格，由重度失真、即興的強力和弦圍繞而成。歷史可追溯至1950年代初期孟菲斯藍調流派的吉他手，如喬·希爾·路易斯、威利·強森，特別是派特·海爾。他在詹姆斯·柯頓1954年的歌曲〈柯頓藍調〉中率先使用更粗、更快、更加兇猛的電吉他聲音。到1950年代末期，吉他手林克·雷在單曲〈噪音〉中也承襲這一風格。1960年代初期，吉他手迪克·戴爾的〈咱們去踏青〉（1961年）和〈埃及女孩〉（1962年）開創了衝浪音樂。而金士曼樂團的歌曲〈路易路易〉（1963年），則開創了車庫搖滾。
然而促使重金屬誕生的關鍵始於1960年代中期，美國的藍調搖滾與英國早期的迷幻搖滾產生了重大影響。例如滾石和庭中鳥，他們嘗試從許多經典藍調歌曲中加快它的節奏，英美這一波以改良藍調為主的搖滾樂團，開發出日後重金屬音樂的特色：響亮、失真的電吉他。1964年，奇想在〈你讓我神魂顛倒〉中，運用了純五度和純八度的強力和弦，長遠影響了搖滾樂、龐克搖滾和重金屬音樂。

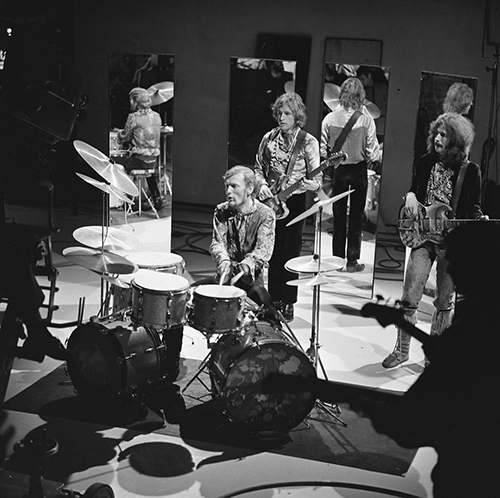
鮮奶油

除了奇想的戴夫·戴維斯，另一些吉他手如何許人的彼特·湯森、庭中鳥的傑夫·貝克等人都在電吉他的回授音上進行了嘗試 。另外，藍調搖滾風格的鼓聲也開始發生改變，主因是小鼓的簡單節拍容易被越來越響亮的電吉他聲蓋過，鼓手們開始鍛鍊更發達的肌肉、增添更複雜的擊鼓技法，來使鼓聲能夠再度被注意到。主唱也有類似的情形，他們越來越依賴擴大機提高音量並修正唱歌的方式，唱腔變得更加風格化與戲劇化，尤其是在現場表演的時候。
同時，何許人開創性的使用馬歇爾音箱，並且在現場演出推廣了該品牌音箱的形象。在此之前音箱都是被隱藏在舞台後面的，他們開始把一個個巨大的音箱全部放在舞台上。吉他手彼特·湯森也首先將吉他頂著音箱，利用吉他信號無限反饋的特性，製造出恐怖的失真音色。在他們紅透英國，以及後來急速成名的吉米·罕醉克斯之後，只要是搖滾樂與金屬樂的表演舞台上，就經常會有堆疊的馬歇爾音箱牆。
藍調搖滾與迷幻搖滾的結合最終形成了重金屬音樂的基礎「硬式搖滾」（或稱硬搖滾）。其中最有影響力的是英國三人組樂團鮮奶油，他們捨去傳統，實踐了強力三人組，只有吉他手、貝斯手和鼓手的表演形式。艾瑞克·克萊普頓的吉他與傑克·布魯斯的貝斯展現出大音量、厚重且同步的即興重覆段，加上金格·貝克的渾厚鼓聲，成為金屬樂的雛型。他們的前兩張專輯《新鮮奶油》（1966年）與《首相的齒輪》（1967年）被認為是未來重金屬風格的必備原型。吉米·罕醉克斯體驗樂隊的首張專輯《見識過嗎?》（1967年）也極具影響力。吉米·罕醉克斯最成功的單曲〈紫霧〉，被日後許多金屬吉他手和專輯作品仿效，他獨特的吉他演奏技術被視為是催生重金屬的關鍵因素之一。

### 誕生: 1960年代末期至1970年代初期

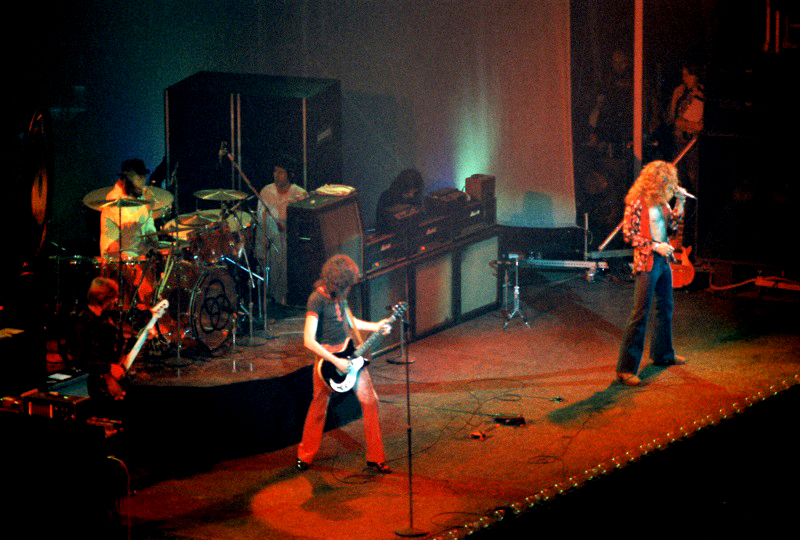
齊柏林飛船

到了1960年代末期，許多迷幻搖滾歌手如亞瑟·布朗開始創造怪異、戲劇性和恐怖式的表演，也影響了重金屬的演出風格。美國樂團香草軟糖在1967年發行的同名首張專輯《香草軟糖》，讓他們被稱為是「美國少數把迷幻搖滾連結到初期重金屬音樂的樂團之一」。
關於誰才是首支重金屬樂團一向眾說紛紜、沒有定論。同樣在1967年、1968年出現的新一批樂團如齊柏林飛船、黑色安息日、深紫、鐵蝴蝶樂團、荒原之狼、藍調喝采，幾乎都同時將演奏技巧改良成金屬樂的雛形，也因此都在這個「誰才是金屬先行者」的話題上被反覆討論過。
1968年，重金屬音樂的誕生力量開始凝聚。1月16日，舊金山的藍調喝采發行經典專輯《藍調喝采》，裡面收錄的合作單曲〈夏日布魯斯〉被廣泛認為是第一首真正的重金屬樂曲。1月29日，荒原之狼發行同名專輯《荒原之狼》，其中的歌曲〈天生狂野〉歌詞提到機車發出「重金屬般的雷聲」。1968年，前庭中鳥吉他手傑夫·貝克帶領的傑夫貝克樂團發行專輯《真相》，也被視為對重金屬有開創性意義。10月，前庭中鳥第三任吉他手吉米·佩奇的新樂團齊柏林飛船首次公開演出。11月，披頭四發行第九張錄音室專輯《披頭四》，其中的歌曲〈迴轉遊戲〉具有「原型重金屬搖滾的吼叫」和「獨特的織體」，被音樂歷史學家認為對早期重金屬音樂的發展有關鍵影響。12月，美麗壞東西發行具有搖滾歌劇概念的專輯《悲哀》，其中收錄的歌曲〈老了〉、〈我懂你〉都具備原始重金屬的特質。

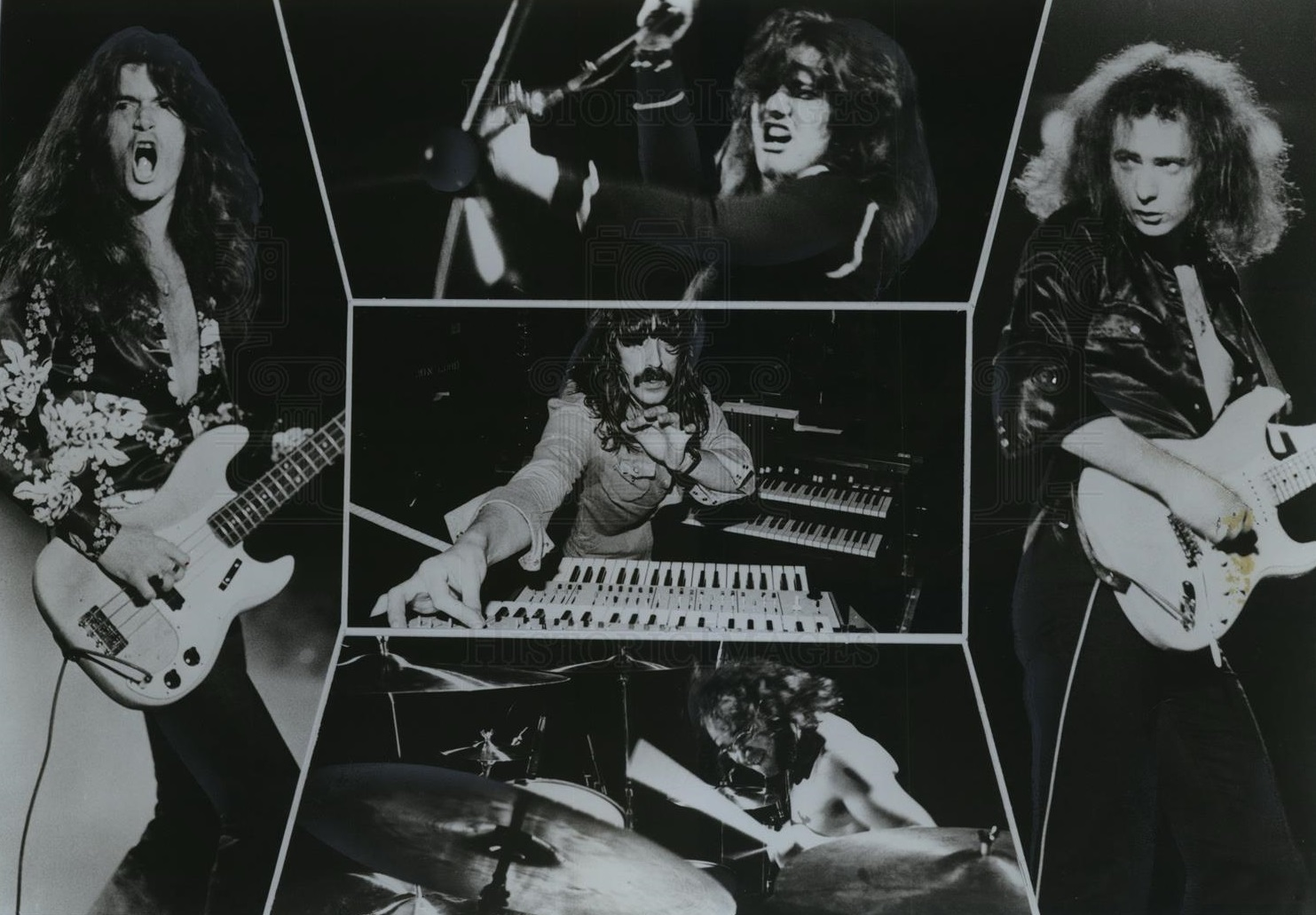
深紫

1969年1月12日，齊柏林飛船發行首張同名專輯《齊柏林飛船》在《告示牌雜誌》專輯排行榜登上第10名。7月，齊柏林飛船和大放克鐵路參與了亞特蘭大國際流行音樂節。8月，音樂史上的盛會胡士托音樂節展開，32場演出共吸引了四十萬人次觀賞。《滾石》雜誌稱它是50個搖滾樂史上重要轉捩點的其中之一。
在1960年代開始的反傳統文化運動中，以車庫搖滾為主的底特律樂團MC5，其發展出的原始扭曲風格，對重金屬和龐克音樂有重要影響。6月13日，平克佛洛伊德發行了專輯《再來》，其中兩首〈尼羅河之歌〉和〈伊維薩酒吧〉是當時最重最響的歌曲，他們也被視為最重型的樂團之一。8月5日，丑角從〈我想做你的狗〉起，也建立了具有衝擊性和扭曲的重型噪音、電吉他強力和弦，以及簡單、反覆、叛逆的即興重覆段。10月10日，深紅之王發行首張專輯《In the Court of the Crimson King》，特別是裡頭的歌曲〈新世代的精神分裂者〉，都被幾位評論家認定是最早期的重金屬音樂。
其中，齊柏林飛船為新興流派披上了外衣，他們展現出許多具有奠基意義的因素，如樂團編制、錄音技術、樂器音色的調校、炫技的演奏方式、豐富且戲劇化的歌聲、音樂架構上的創新、巨型規模的巡演方式，以及定義出專輯導向搖滾的市場概念。學者勞勃·瓦爾瑟表示：「齊柏林飛船的音樂特色是速度和力量、不尋常的節奏模式、動態層次有著鮮明對比、主唱勞勃·普蘭特的尖嘯嗓音，還有吉米·佩奇強烈失真的電吉他聲」。其他樂團也一貫的使用「純粹的」金屬聲，逐漸將重金屬的風格固定下來。1970年黑色安息日發行的專輯《黑色安息日》、《偏執狂》，以及深紫第四張專輯《搖滾的深紫》在重金屬發展史上有著至關重要的地位。

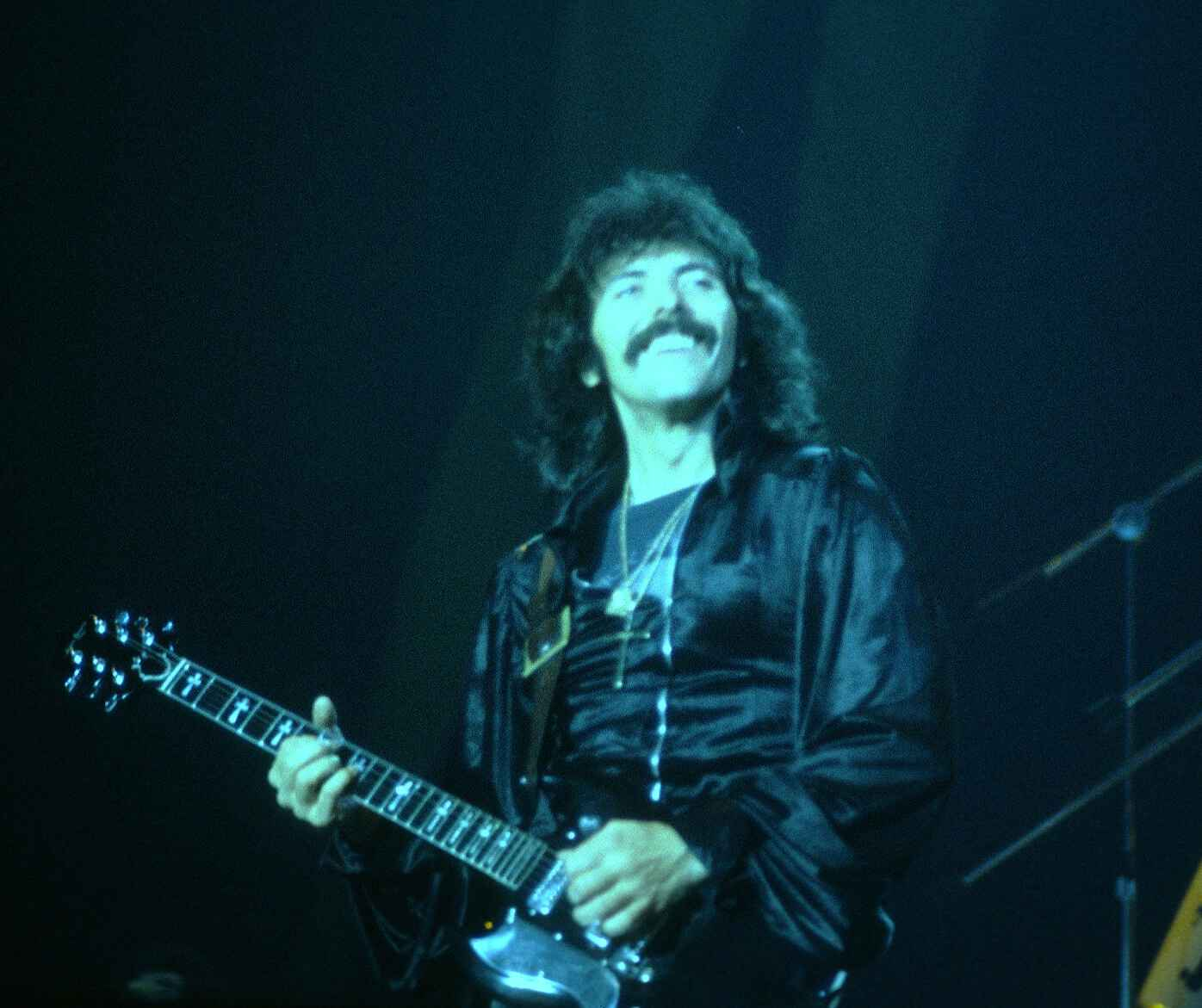
黑色安息日的靈魂人物東尼·艾歐密

黑色安息日則定義了重金屬的骨架：聲音必須是特別沉重的。因吉他手東尼·艾歐密17歲在工廠當焊工時、不慎被金屬壓版奪走了右手中指和無名指的指端。他是左撇子，是靠右手在指板壓弦，斷指造成他不得不戴上指套、並降弦讓弦壓減輕來克服彈琴的障礙。也因此意外發展出一種經典的特殊風格：低沉而兇殘，在當時音樂界裡是最黑暗的音色。他們也經常運用三全音以及推弦手法，造就更加鮮明的音樂風格。東尼也嘗試用不同的吉他調音，包括把標準的E降到了C ♯（1到6弦全面調降三個半音），貝斯手吉澤·巴特勒也跟著這樣做。最終，黑色安息日成為第一個降調的樂團，他們創造出更晦暗、更有泥濘感覺的音樂。猶大祭司主唱羅柏·哈爾福德便曾公開說：「創造重金屬重覆樂句的人，就是東尼」。
深紫剛開始的風格曾波動過，到了1969年主唱伊恩·吉蘭和吉他手瑞奇·布萊克摩爾帶領樂團彰顯出重金屬風格。其演奏風格除了引領潮流的強力和弦，還有側重於古典樂音階的鍵盤聲。在70年代初期，瓊·洛德的鍵盤和瑞奇·布萊克摩爾的吉他經常以「對峙」的形式互相壓制，製造出十分戲劇性的張力。他們也開創了速彈吉他潮流、大量使用合成器、瓦數超大的擴音器、讓鍵盤成為重要角色、將重金屬與交響樂搭配、以及古典式編曲的特點。自此之後，重金屬的神袐主義、英雄主義、陰暗侵略性、戲劇性張力、三全音、巨大音量、炫麗演奏技術、擷取古典樂構架等核心，已由黑色安息日、齊柏林飛船與深紫確定下來，並且影響了無數音樂人，這三個樂團也被視為「重金屬音樂的三大元老」。
1970年，黑色安息日的歌曲〈偏執狂〉和深紫的〈黑夜〉同時拿下英國排行榜的名次。美國VH1頻道將〈偏執狂〉列為「40首最佳金屬歌曲」第1名。3月，美國硬搖滾樂團血之搖滾發行的首張同名專輯《血之搖滾》中，含有重金屬吉他即興演奏、稠密的貝斯聲線、粗獷的唱腔以及殘暴恐怖的歌詞。另外兩支英國樂團，分別在6月和10月發行了重金屬模式的出道專輯：尤拉希普的《信手拈來》、以及幽浮的《幽浮一號》。虎皮鸚鵡承襲鮮奶油以強力三人組的形式帶來新的金屬音樂。眾多樂團呈現出神秘玄虛的歌詞與形象，證明了黑色安息日、尤拉希普在這方面特別有影響力。
齊柏林飛船在1971年的第四張專輯《無標題專輯》也持續發展這類型的元素。其中收錄的〈天堂階梯〉是搖滾史上最著名的曲目之一，在《滾石》雜誌「史上最偉大的500首歌曲」中位列31，《觀察家報》的評論人東尼·帕默形容此曲「你能想像任何一首其他歌曲出現這樣的情形嗎？當它第一段和弦響起時，兩萬名觀眾會全體不由自主的站起來，不只是為了歡呼或鼓掌，而是因為意識到這對他們來說是一次至關重要的事件。」。而1972年，深紫發表的〈水上煙〉也成為搖滾樂的國歌，《吉他大全》雜誌將此曲列為史上最偉大的吉他即興重覆段第4名。
除三大元老之外，在大西洋的另一端，引領潮流的第四大樂團是大放克鐵路，以大量的吉他即興重覆段為主、加上悅耳旋律和豐富的鍵盤音色。可以說從1970年開始、到1976年解散前一直都是在商業上最成功的美國重金屬樂團。他們更建立了1970年代的成功公式：「連續巡迴演出」。美國也出現了其他重金屬樂團，如藍牡蠣（1972年）、史密斯飛船（1973年）、吻（1974年）。1972年，德國的天蠍推出了首張專輯《寂寞烏鴉》。而深紫在推出了第六張專輯《機械頭》後，吉他手瑞奇·布萊克摩爾退出，1975年和擅長寫中世紀題材歌詞的主唱羅尼·詹姆斯·迪歐成立了彩虹。這些樂團也透過不斷的巡演，以及越來越精心安排的舞台表演建立了觀眾群。

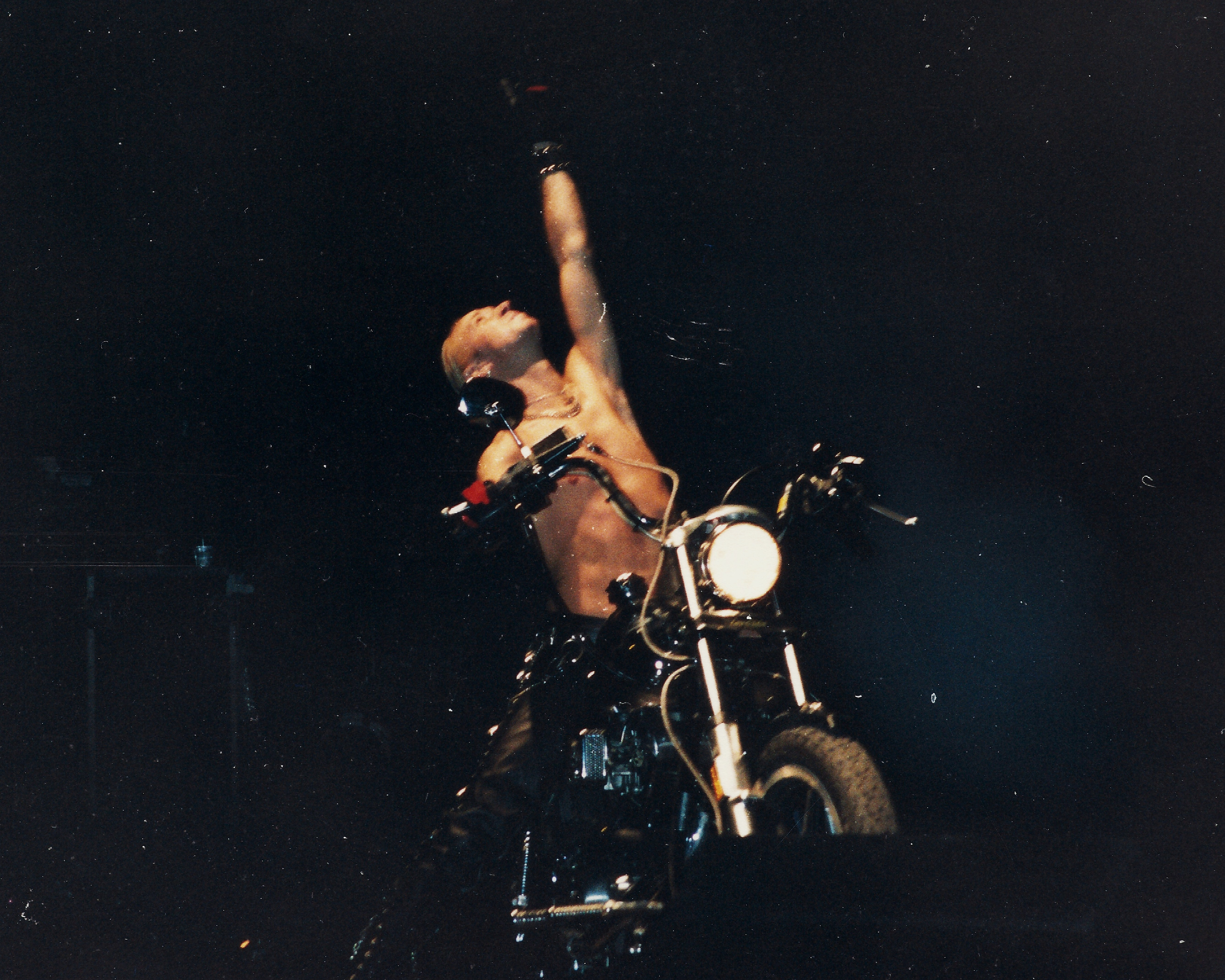
將重型機車騎上舞台的猶大祭司主唱羅柏·哈爾福德

關於早期樂團是否真的有資格符合「重金屬」或簡稱為「硬搖滾」的論點，那些以藍調為根源、更重視旋律的作品，在當代就是最重型的音樂。然而在今日已被評為較輕的搖滾樂，這是音樂定義在不同時代普遍升高後的結果。1975年推出《高壓電》專輯的AC/DC就是最好的例證，1983年，《滾石雜誌搖滾樂百科》的條目開頭寫著「澳洲重金屬樂團AC/DC」。搖滾歷史學家柯林頓·沃克寫道：「在今日，稱70年代的AC/DC是重金屬樂團已經變成不準確的了，以現在的標準來說他們是搖滾樂團。但他們剛出道的年代，那音樂可夠嗆的，又粗又麻」。這個問題不僅是一個變動的定義，音樂風格和觀眾認同的標準也持續在變化中。此外，《滾石》雜誌認為AC/DC是將硬式搖滾和重金屬音樂結合起來的宗師。
在某些情況下很少有爭論的：黑色安息日之後，下一個主要的重金屬始祖就是1974年發行首張專輯《搖滾蘿拉》的猶大祭司。瑞士作家伊恩·克里斯蒂在他的書《野獸之聲：重金屬完全甩頭史》裡面寫道：
| “ | 黑色安息日的觀眾，領略了影響深遠的聲音。到了70年代中期，瘦李奇帶來陰沉貝斯和複雜的雙吉他、埃利斯·庫珀的舞台藝術、皇后樂團的炙熱吉他和艷麗歌聲、以及打響中世紀題材的彩虹...。直到猶大祭司的出現，才從硬搖滾各種不同的亮點中，簡化並統一了金屬樂音調。這是第一次，重金屬成為一個真正屬於它自身的流派。 | ” |

金屬媒體網站「金屬叛逆者」也表示：「黑色安息日創造了重金屬，但將它完善的是猶大祭司」。對許多人來說，猶大祭司是繼黑色安息日後，深具決定性意義的重金屬樂團。許多金屬音樂人也一再表示，猶大祭司是第一個真正的重金屬音樂。其第二張專輯《命運之翼》偏重前衛搖滾，開始呈現精湛的詞曲創作、歌劇式唱腔、古典色彩的雙吉他協奏與尖囂的獨奏，另外，也嘗試了迷幻元素、鍵盤音色與快速變拍。是速度金屬、力量金屬、交響金屬與前衛金屬的衍生源頭之一，也是現代重金屬成熟的開端。第四張專輯《玷汙的階層》開始脫離傳統，緊湊的即興重覆段、密集化的鼓點、音色更清晰的貝斯，大幅稀釋了藍調搖滾的味道，被《金屬之鎚》雜誌列為「史上最具影響力的金屬樂專輯」。第五張專輯《殺戮機器》藍調元素消失，更前衛的快速點弦、同步的貝斯與大鼓低音、加快速度的節奏、更乾淨的金屬聲，繼續擴張侵略性。第六張專輯《不列顛鋼片》速度、層次與感染力都明顯提升，將金屬樂再度改良、精進，超越當時所有樂團的專輯，是現代重金屬音樂最主要的衍生源頭之一。第十二張專輯《痛苦終結者》則在傳統和極端之間形成完美交叉，暴力的雙主奏吉他攻擊、快速過門的鼓聲、驚人的尖叫唱腔與非常戲劇性的氛圍，持續助長速度金屬的發展。
他們融合黑色安息日的沉重、深紫的技巧，加上些微的齊柏林飛船和他們自己獨特的音樂風格，成為重金屬的宗師之一。在他們身後，逐漸發展出各大金屬流派。他們所奠定的基礎，對許多金屬樂手產生巨大影響力，橫跨三個世代。除開創雙踏大鼓與電吉他同步的十六分音符低音節奏，大幅彰顯侵略感，也是「雙吉他對決」概念的先行者，使金屬樂有了獨特張力。其主唱羅柏·哈爾福德因精湛的創作、唱腔、服飾革新與發展貢獻，贏得「金屬之神」的稱號。
雖然重金屬越來越流行，但大多數的評論家並不著迷，反而將金屬樂視為一種透過視覺奇觀和商業技巧包裝的噱頭。但主要原罪是其不理性的音樂和歌詞的虛無，回顧1970年代初期，黑色安息日的專輯被美國紐約大學教授勞勃·克里斯特高描述為「沉悶頹廢...愚笨、不道德的剝削」。

### 發展: 1970年代末期至1980年代

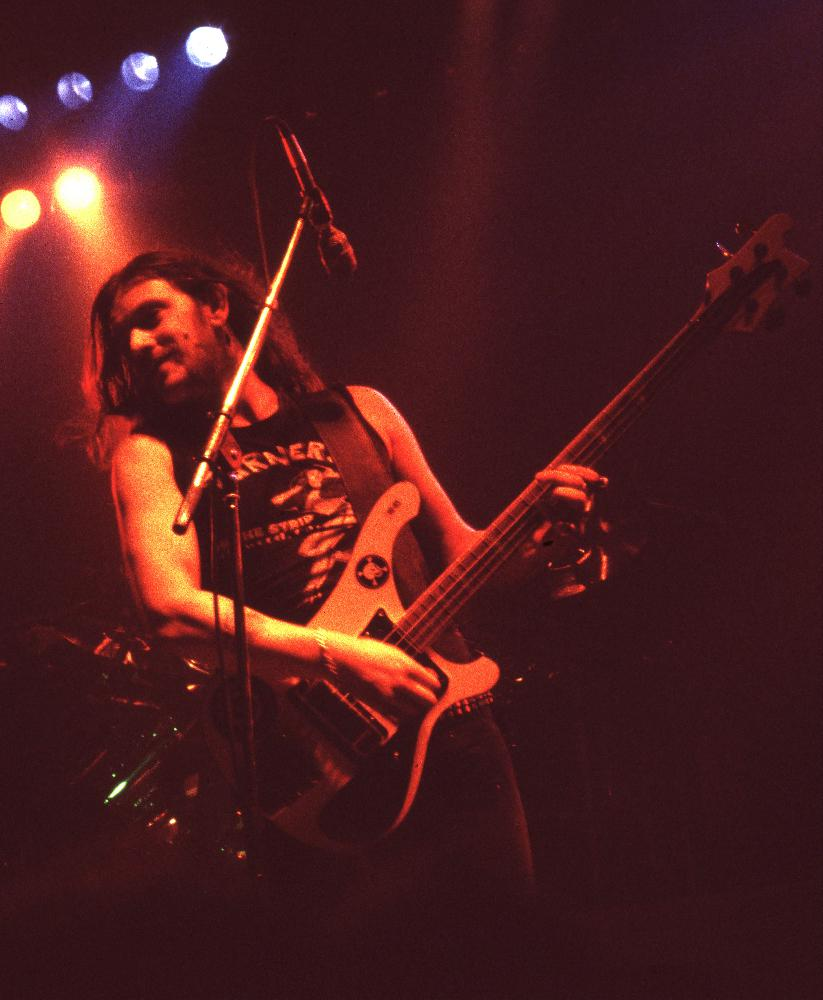
摩托頭的領導者：主唱兼貝斯手萊米

龐克搖滾在70年代中期興起，被當下的社會視為過度放縱、過度產生的搖滾音樂，連帶包括重金屬音樂也遭到批判。金屬樂面臨龐克熱潮、迪斯可音樂和更多的主流搖滾夾擊下，專輯銷售量急遽的下滑，走向沉寂。在此困境下，許多新的英國重金屬樂團借助異常迷戀龐克的各大唱片公司，以嶄新的高能量音樂風格積極進取。面對縮小的受眾群體，許多地下金屬樂團開始以低價的低保真度技術錄音。
成立於1975年的摩托頭，是第一個融合龐克／金屬的重要樂團。隨著龐克在1977年爆紅時，英國出現多家新的音樂媒體，其中《新音樂快遞》、《聲響》等雜誌開始注意到這一股新興的金屬樂團運動。《聲響》雜誌編輯傑夫·巴頓將這波音樂洗禮稱為「英國重金屬新浪潮」（有時寫做：NWOBHM）。這股新浪潮中的代表性樂團包括鐵娘子、撒克遜、威豹、鑽石頭、毒液、天使女巫、潘朵拉之虎與女巫法器等，他們紛紛重現了重金屬流派的活力。以猶大祭司和摩托頭為典範，他們融合龐克音樂和金屬樂、加快速度、增強音樂張力，剔除所有的藍調成分，只保留一個快速、猛烈的金屬核。而重金屬音樂的陽剛氣息與侵略性，就是從此時開始建立的，其中以摩托頭的萊米最具代表性，他的招牌連鬢鬍與一身黑衣非常具有男子氣概。金屬製品的主唱詹姆斯·海特菲爾德在90年代初的造型就是向萊米效仿。

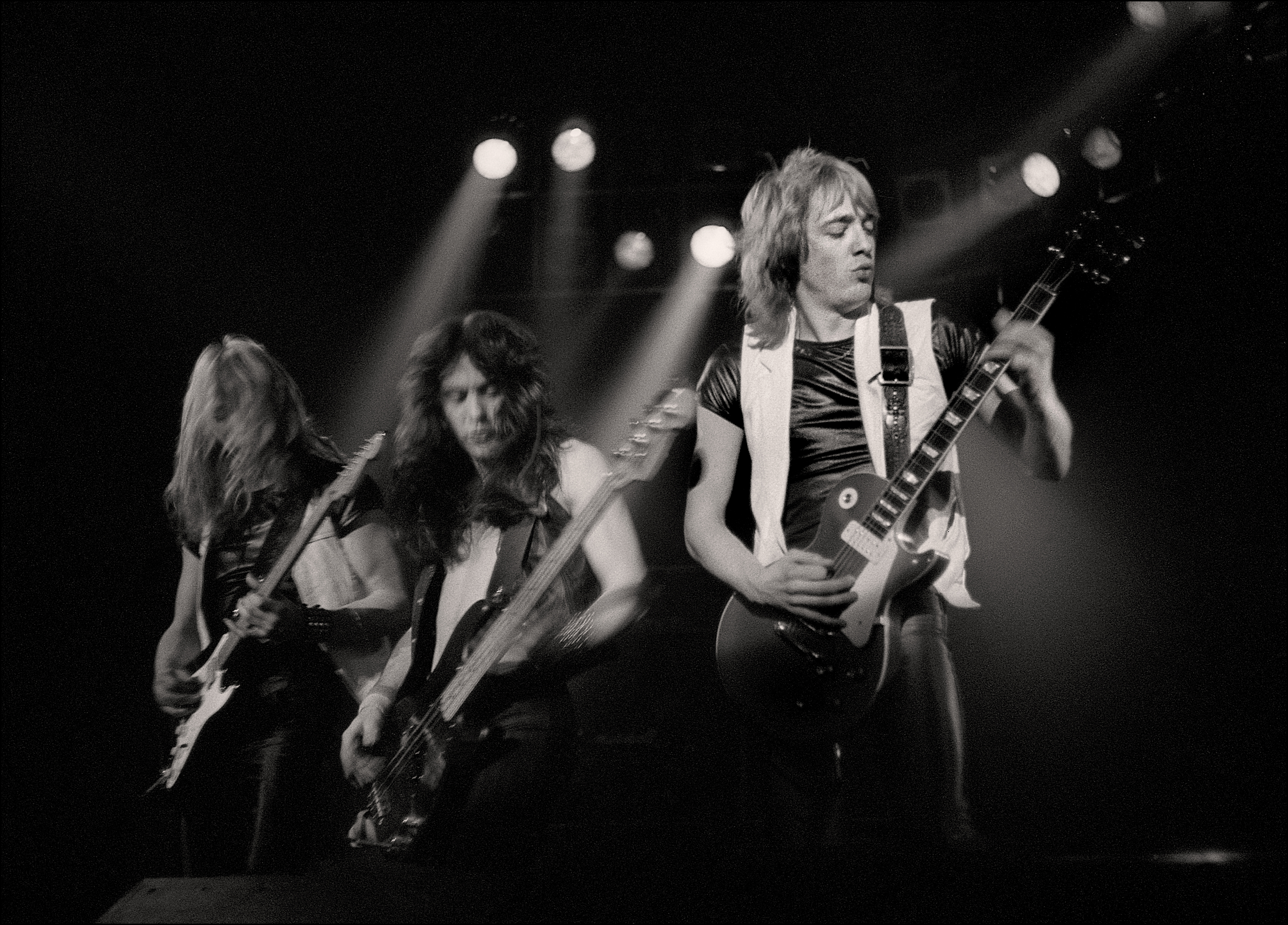
打開80年代重金屬大門的鐵娘子，他們具有深遠的影響力

到1980年，猶大祭司、摩托頭的專輯都登上英國排行榜第4名。「英國重金屬新浪潮」也突破瓶頸進入主流市場，其中鐵娘子和撒克遜的專輯衝上了前10名。其他樂團如毒液、鑽石頭雖然並未完全在商業上獲得成功，但他們卻也顯著的影響重金屬發展。前者參與了死亡金屬的誕生、後者則影響了鞭擊金屬的成形。1981年，摩托頭藉現場專輯《到漢默史密斯都沒睡》奪下英國排行榜冠軍寶座，成為80年代第一支登頂的樂團，並刺激了速度金屬的誕生。
同時，曾經席捲世界的「重金屬三元老」讓出了聚光燈。深紫在1976年解散，齊柏林飛船因鼓手約翰·博納姆驟逝而宣布解散，黑色安息日面臨巨大的稅務壓力、成員頻繁輪替等問題，風光不再。曾擔任黑色安息日演唱會暖場團的范海倫開始嶄露頭角，其成員埃迪·范·海倫更確立了當代頂尖金屬吉他手之一的地位。他在首張專輯《范海倫》中的〈火山爆發〉一曲被廣泛認為是有史以來最偉大的吉他獨奏之一，同時也被視為金屬樂歷史上的里程碑。范海倫的作品甚至攻進了流行音樂市場，在美國排行榜上取得驚人成績。
1970年代末期，受到范海倫的成功啟發，金屬樂開始在美國南加州發展起來。興起的樂團如克魯小丑、鼠王、白人盎格魯及悄聲暴動等都是由於1970年代傳統重金屬（尤其是齊柏林飛船的形象與態度）的影響而組成。一些在日落大道發跡的樂團：例如克魯小丑，他們首先加入了戲劇效果、華麗鮮豔的服飾和髮型、將皮革改為蕾絲、在臉上化著誇張的舞台妝，因此被稱為「華麗金屬」、「髮型金屬」。華麗／髮型金屬通常是由視覺造型來區分，因為除了這種風格之外沒有樂團會使用過度的裝扮和誇大的髮型。華麗金屬的特徵是濃粧艷抹、搭配女性服飾、甚至女性內衣，因此被認為是凸顯跨性別特質、反叛男人既定形象的流派。另外他們用詞大膽、強調享樂主義和放蕩的舉止，其中涉及性、咒罵和使用藥物。
1980年，在「英國重金屬新浪潮」和猶大祭司的突破性專輯《不列顛鋼片》發行之後，重金屬在80年代初越來越受歡迎。1981年音樂電視網成立之後，許多金屬音樂人借助大量的電視曝光而受益，如果樂團的影片能放上頻道，銷售量往往就會跟著飆升。英國的威豹就因《縱火狂》的音樂錄影帶而在美國成為超級巨星。悄聲暴動也藉由專輯《金屬萬歲》成為美國第一支在排行榜上登頂的樂團。1983年美國加州舉行的美國音樂節成為讓金屬樂日益普及的關鍵，當時「重金屬日」邀請了奧茲·奧斯本、范海倫、天蠍、克魯小丑、猶大祭司和其他樂團，在為期三天的活動中他們聚集了最多的觀眾。
1983年至1984年間，重金屬音樂專輯在美國唱片市場上的銷售比例從8%暴升到20%，幾家以金屬樂為主題的專業雜誌也陸續成立，包括後來成為金屬樂迷中最有權威性的兩本雜誌《啷噹!》（1981年）和《金屬之鎚》（1984年）。1985年，《告示牌雜誌》宣稱「金屬樂的觀眾群已經擴大了，它不再是男性青少年的專屬領域。現在有更多年紀較大的大學生、年紀更小的少年和女性族群加入了金屬圈」。

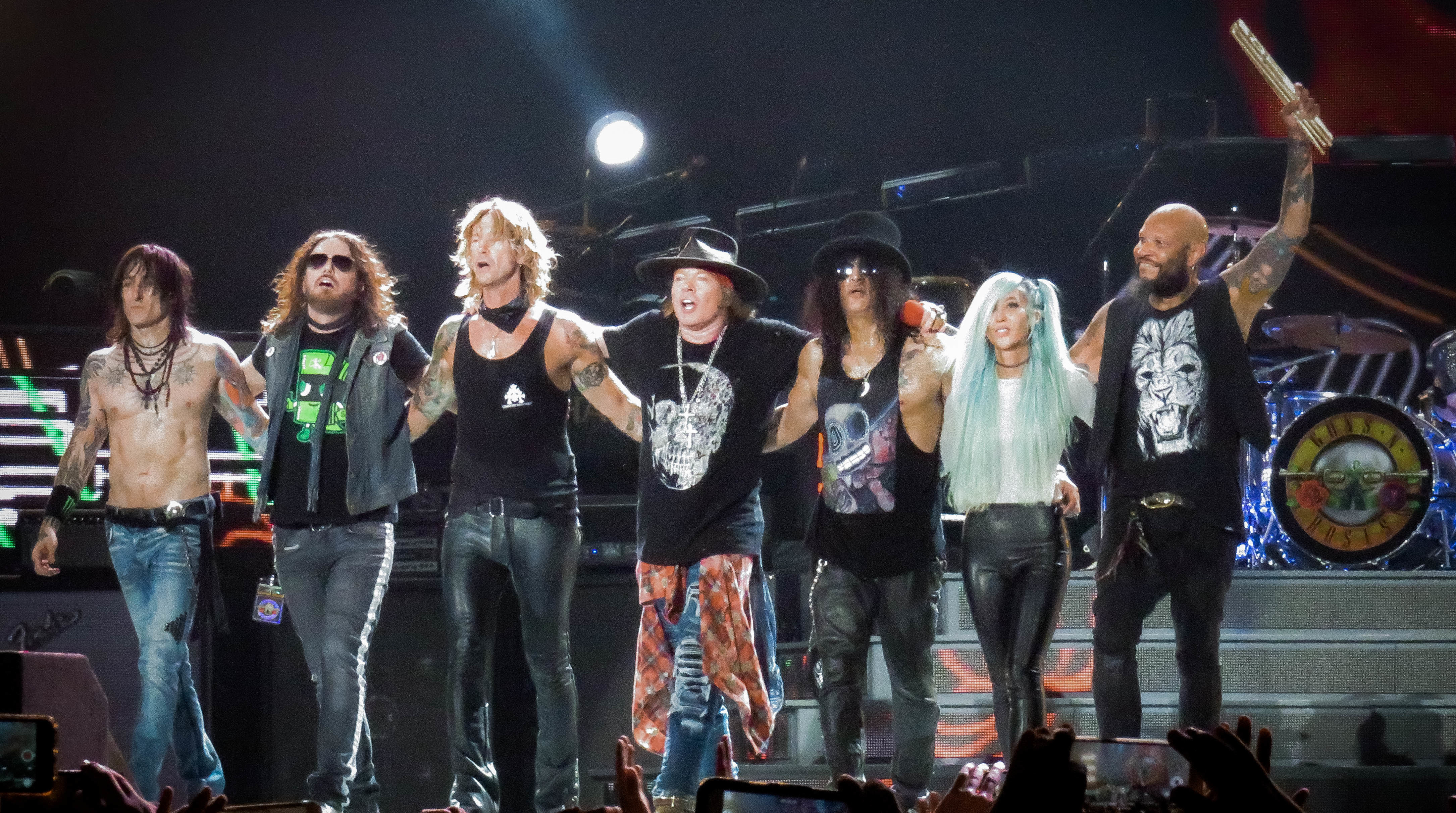
槍與玫瑰

到了80年代中期，華麗金屬主宰了美國音樂排行榜，他們不但在音樂電視節目爆紅，還不停在體育場級別的巨型場地舉行巡迴演出。一些新出現的樂團，如洛杉磯的拘捕令、東岸的毒藥、灰姑娘都逐漸獲得知名度，克魯小丑和鼠王仍然是很受歡迎的樂團。而來自紐澤西、融合硬式搖滾和華麗金屬特點的邦喬飛，自第三張專輯《難以捉摸》（1986年）發行後獲得了巨大的成功。類似路線還有瑞典的歐洲合唱團，他們也是從第三張專輯《最後倒數》（1986年）發行後成為國際巨星，其主打單曲〈最後倒數〉在全球25個國家的唱片排行榜奪冠。1987年，MTV推出金屬樂節目《甩頭客舞廳》，專門介紹重金屬的影片。然而，這時金屬樂迷開始分成對立的風格派系，許多樂迷與地下金屬樂團傾向於更極端的音樂，並貶低具有流行風格的「華麗金屬」，和標榜俊俏臉蛋的「抒情金屬」。
但洛杉磯出現一個特別的樂團——槍與玫瑰，他們重新把藍調元素、早期的硬搖滾再融入傳統重金屬，憑自成一格的音樂聚集了各種聽眾。雖然和華麗金屬處在同個音樂流派，然而相反的，他們被認為與其他樂團比起來更加原始、也更加危險。其首張專輯《毀滅欲》（1987年），成為美國史上銷量最高的處女作。其代表作〈我美好的童年啊〉獲《吉他大全》雜誌列為史上最偉大的吉他即興重覆段。次年，同樣來自洛杉磯的珍的嗜好以專輯《不動如山》在主流廠牌旗下出道，《滾石》雜誌評論道：「不亞於現存的任何樂團，珍的嗜好是齊柏林飛船真正的接班人」，同時他們是第一支被歸類為「另類金屬」的樂團，這種音樂風格在往後的十年將脫穎而出。同時期，新樂團如紐約的前鋒和紐澤西的史奇洛也持續擴展華麗金屬流派。

### 其他金屬風格：1980年代、1990年代及2000年代

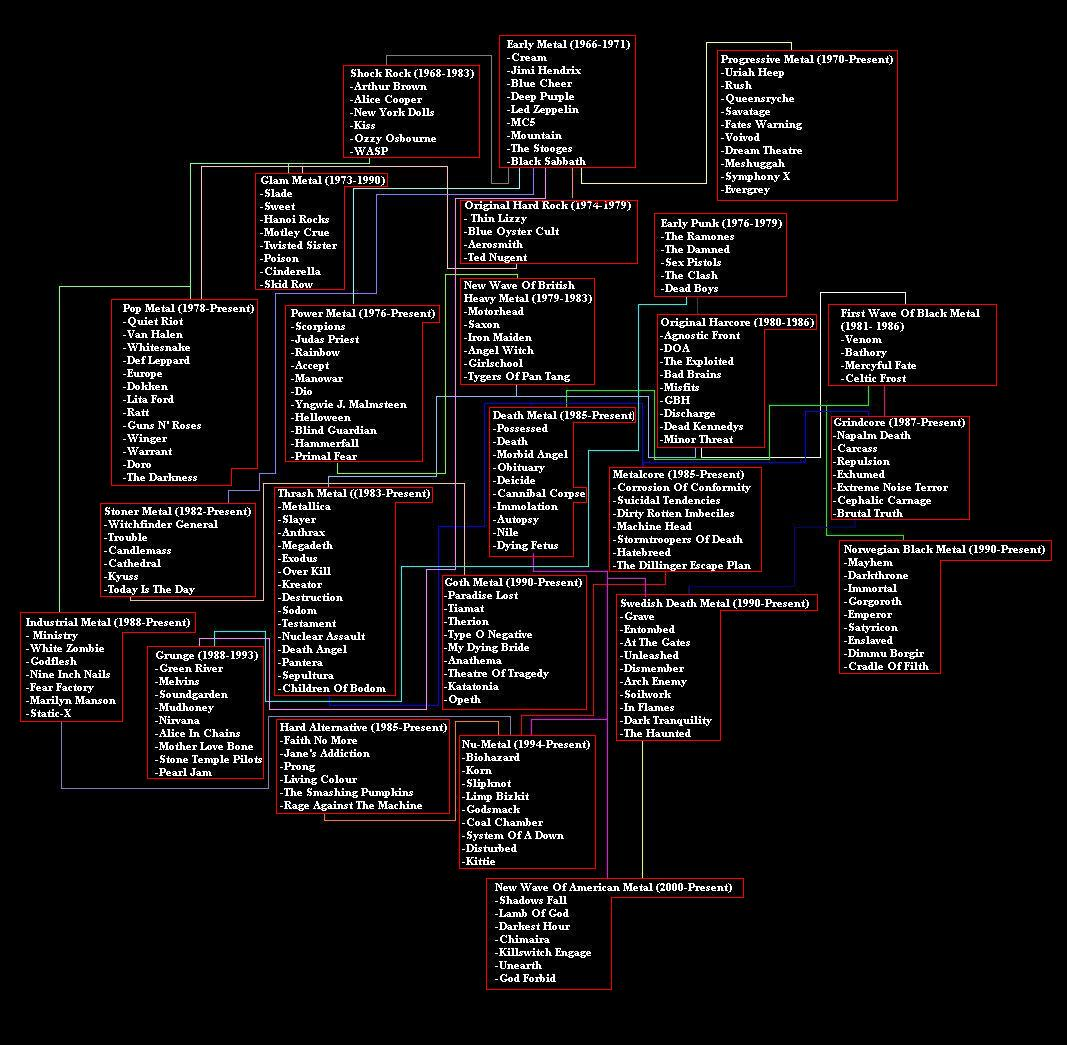
風格分支與代表樂團

1980年代開始，在主流市場外發展了眾多重金屬音樂的衍生風格，例如跨界鞭擊金屬，地下金屬音樂界曾多次產生複雜的融合曲風。美國線上音樂資料庫AllMusic以及「樂之力」評論家蓋瑞·夏普揚將地下的金屬樂分為五大類：鞭擊金屬、死亡金屬、黑金屬、力量金屬，以及相關的其他風格如毀滅金屬和哥德金屬。
1990年，《滾石》雜誌建議廢除「重金屬」這個詞彙：「現在金屬曲風百花齊放，我們若依舊用重金屬來形容曲風是荒謬、模糊的」。文章指出，只用這個單一詞彙將會助長外界「對金屬樂的獨斷誤解」。

#### 速度金屬

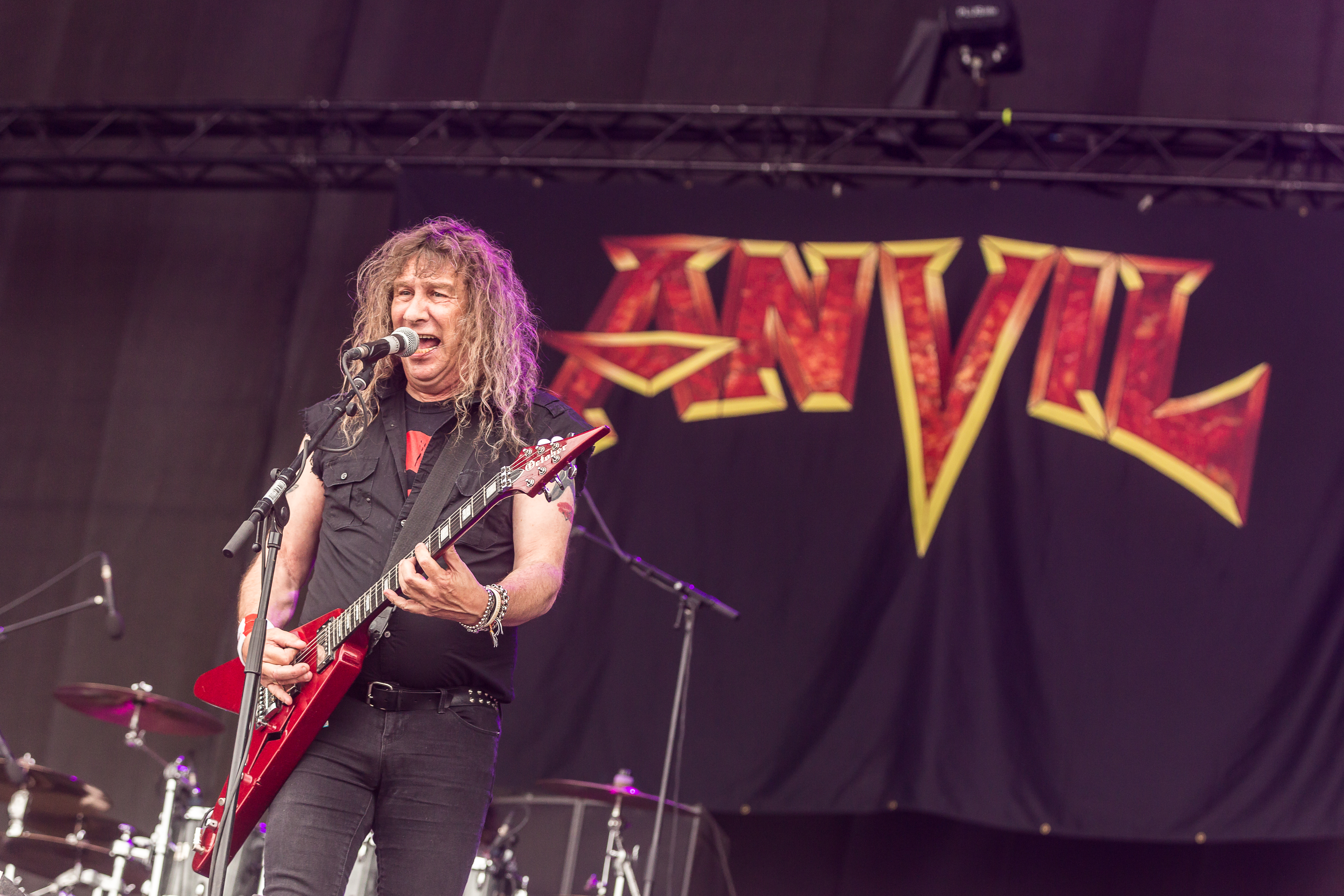
鐵砧 (樂團)（速度金屬）

指標性的特色為速度，例如猛踩到底的雙踏大鼓，比傳統重金屬更快的電吉他、大量使用破音技巧以及音色粗麻的即興重覆段。曲風較具旋律性，強調高速且流暢的吉他旋律。資料庫Allmusic稱其特點為「極其迅速、具研磨性、而且對技術有很高的要求」，並且認為「速度金屬在誕生後逐漸降慢速度，而演化為鞭擊金屬」。
1972年，深紫的〈公路之星〉，因具有快速節奏和兩次大段的吉他速彈，成為速度金屬最早的雛型。而黑色安息日的〈萬世沉淪〉、〈電子葬禮〉、〈空虛襲來〉和〈陽光下〉都是當時的快節奏歌曲。猶大祭司開創的概念「雙吉他對決」：兩支相互較勁、試圖超越對方的吉他獨奏，成為速度金屬最重要的骨幹。他們也比大部分樂團的速度更快，如1978年的〈激勵〉便具有純粹兇猛的速度感。成立於1978年的加拿大樂團激勵和鐵砧被認為是第一波速度金屬樂團。1979年，「英國重金屬新浪潮」中的摩托頭發行專輯《殺過頭》便是典型的速度金屬。德國的容也在速度上具有發展作用，特別是1982年的單曲〈迅如鯊〉。
1980年代早期開始，是華麗金屬的全盛時期，這時期許多重金屬的演出及製作走向精緻與技術化。並從這時起，重金屬音樂漸漸有了明顯的分水嶺。自「英國重金屬新浪潮」剔除藍調並增加音樂張力後，速度金屬也承襲這一方向，沒有藍調的影子，它發揮了傳統重金屬的旋律，並以電吉他為主軸。在舞台表演上也與華麗金屬相反，訴求著原始金屬的野性，不使用絢麗的燈光與外型裝扮。由於它兼具爆發力與優美旋律，至今仍是歐洲重金屬樂的中流砥柱。透過速度金屬，很快便衍生出力道更重、速度稍減的鞭擊金屬，並也影響了死亡金屬、黑金屬、日本視覺系搖滾，以及更狂暴的「速度力量金屬」。

#### 鞭擊金屬

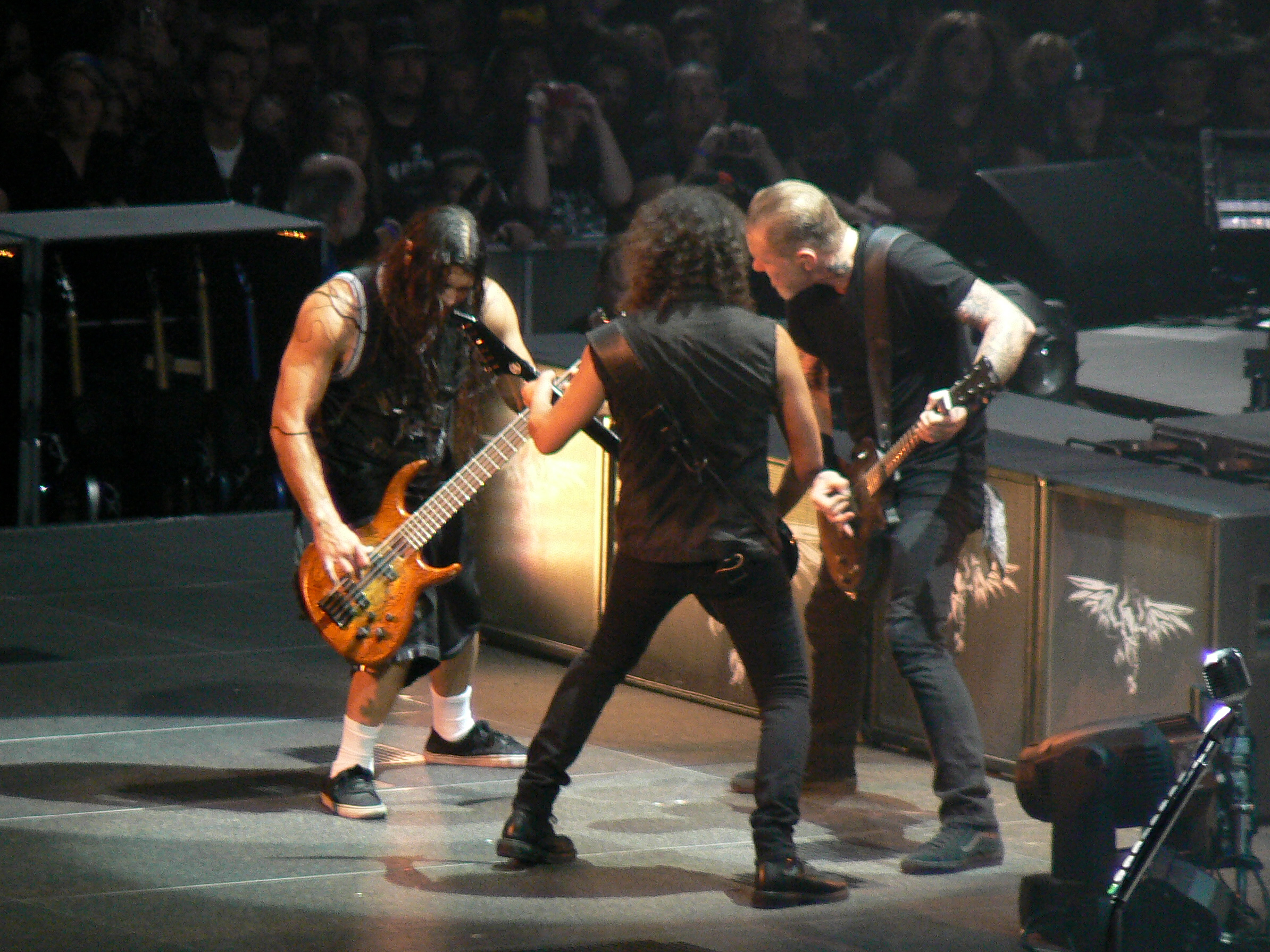
金屬製品（鞭擊金屬）

鞭擊金屬在80年代初期，受到猶大祭司的雙軌十六分音符低音節奏、以及摩托頭高爆發力的獨特風格啟發，再加上速度金屬、龐克搖滾、硬核龐克與「英國重金屬新浪潮」的影響而在美國出現，特別是在舊金山、洛杉磯和紐約。其中以舊金山灣區最為活躍，很快形成了灣區鞭擊金屬，影響力擴大到死亡金屬、以及歐洲地區。鞭擊金屬在80年代中期的美國地下音樂圈開始興盛，至90年代初期因油漬搖滾的興起幾乎消失殆盡，許多鞭金樂團改變了曲風或解散。
鞭擊金屬具有相當快速的即興重覆段、吉他音色粗麻慓悍、速踩雙大鼓與狂吼式的唱腔。歌詞包含虛無主義或反映社會問題，常涉及街頭暴力、政治、吸毒、殺戮、戰爭、疾病等偏向殘暴血腥或嚴肅的議題。鞭擊金屬被形容為「混亂之城的音樂」、「饒舌樂的陰沉親戚」。
這個流派因為「鞭擊金屬四巨頭」（有時稱作四大鞭）而開始普及：金屬製品、麥加帝斯、炭疽和超級殺手。而在歐洲則有「德意志三大鞭金」（有時稱作條頓三鞭）索多瑪、毀滅、造物主，他們是在歐陸推展鞭擊金屬的核心樂團。而其他具有影響力的樂團，包括了舊金山灣區的聖約、出埃及，紐澤西的極度屠殺、巴西的神碑、石棺等等。雖然鞭擊金屬一開始是地下音樂，但近十年來幾個主要樂團擴大了該流派的影響力，其中金屬製品在1986年的專輯《傀儡之王》登上告示牌200大專輯榜第29名，並成為該流派第一張美國唱片業協會、加拿大音樂協會、英國唱片業協會的6×白金唱片認證。兩年後，樂團的專輯《法律即正義？》登上告示牌200大專輯榜第6名、獲美國唱片業協會8×白金唱片認證。而麥加帝斯和炭疽在美國唱片排行榜上也有前40名的紀錄。
超級殺手雖然在四巨頭中的商業表現落後，但其1986年發行的代表性專輯《血之王朝》中，他們展現更重的吉他音色，歌詞包括死亡、痛苦、暴力，以及對超自然的刻畫，成為鞭擊金屬中往後的特色風格。他們的音樂也對極端金屬與死亡金屬的誕生發揮了關鍵作用。
在90年代初期，鞭擊金屬重新定義了主流金屬樂的風格，日後在許多新誕生的金屬樂中，經常能找到它的身影。其中金屬製品在1991年發行的專輯《金屬製品》同時在美國、加拿大、澳洲、紐西蘭、英國、德國、挪威、瑞士的唱片排行榜登上第1名，以及美國唱片業協會16×白金唱片認證，躋身為國際知名樂團。麥加帝斯的專輯《滅絕倒數》登上告示牌200大專輯榜第2名。炭疽和超級殺手則進入前10名。而聖約和巴西的神碑也進入了前100名。

#### 死亡金屬

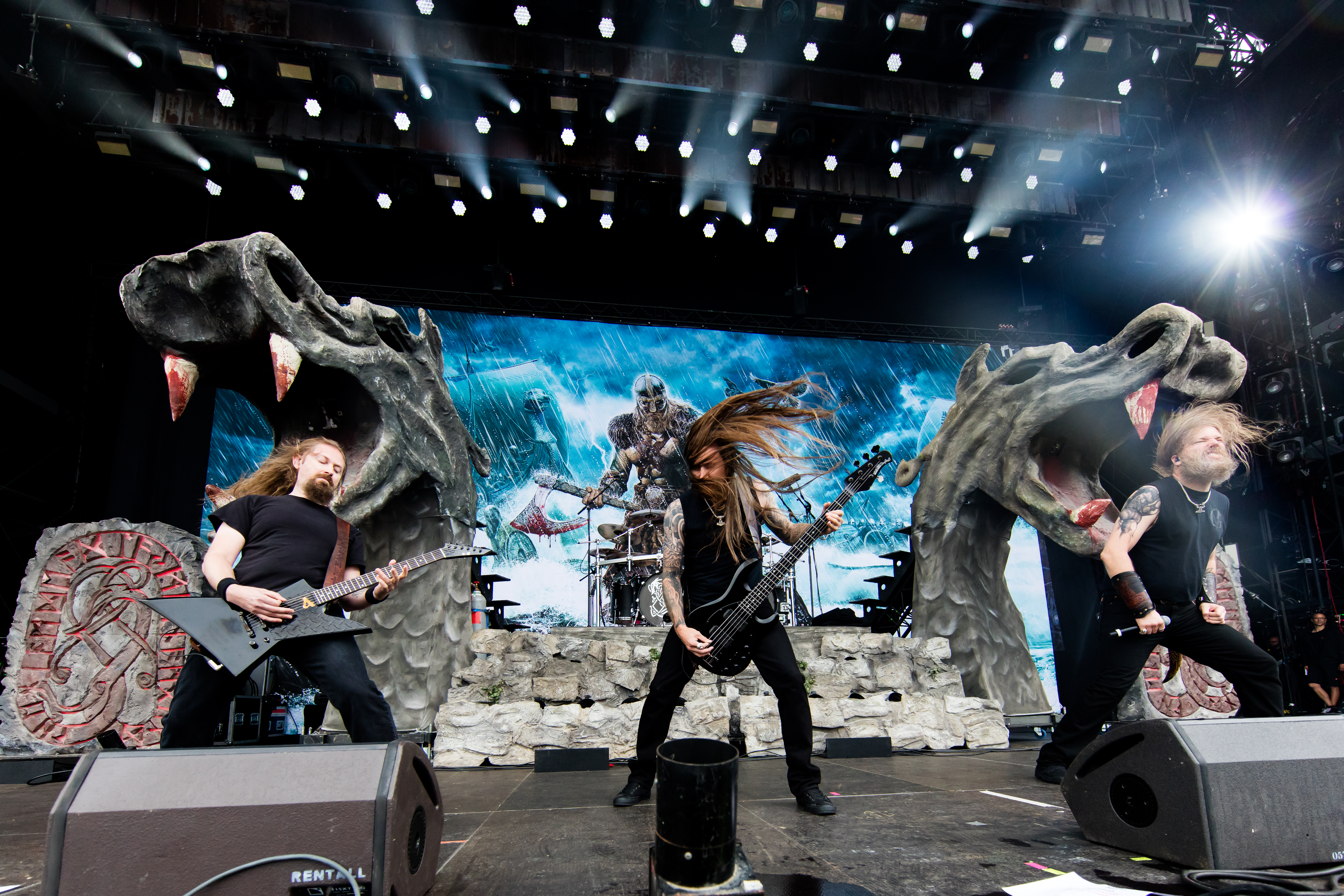
維京戰神（旋律死亡金屬）

1981年，「英國重金屬新浪潮」中的毒液樂團發行首張專輯《地獄歡迎你》，它殘暴的音樂影響了後來的鞭擊金屬、死亡金屬和黑金屬的發展。毒液的黑暗演奏、刺耳人聲和速彈令人有著撒旦的印象，這成為很多極端金屬樂團的啟發源頭。
另一個源頭則是超級殺手，自鞭擊金屬誕生後，很快就分頭發展出許多更極端的金屬風格，而他們則是強調死亡、戰爭等主題。據MTV新聞報導「超級殺手的音樂是造就死亡金屬崛起的直接因素」，美國線上音樂資料庫AllMusic也認為「超級殺手第三張專輯《血之王朝》，極大啟發了整個死亡金屬的胎動，對後來幾支重要的死亡金屬樂團有很深遠的影響」。
在北美和歐洲的死亡金屬運動中，多個樂團採用強調褻瀆及撒旦教的元素。1983年美國佛州成立的樂團附魔者被認為是開創這類主題的樂團，他們在1984的試聽帶〈死亡金屬〉，也激發了該流派最終的取名。和群魔同時期同地區，另一支名叫死神的樂團，他們以更加低沉的即興重覆段和更高速的鼓點，攪動了錄音帶市場。1987年，死神發行了專輯《腥風血雨》之後，因為其音樂性一直被許多樂團延伸了數十年，被視為是世上第一張最純正的死亡金屬專輯，死神的創始人查克·舒爾迪那也被公認是「死亡金屬之父」。到1989年，許多唱片公司聞出了死亡金屬市場的商機，佛州的死金樂團紛紛被簽下，包括訃告、病態天使與弒神者等等，這些樂團之後也在市場上興起，被稱為「佛州死金」。
死亡金屬融合了鞭擊金屬的速度和硬核龐克的侵略性，沒有效果器和絢麗指法，歌詞也融合Z級電影、砍殺電影和撒旦教等元素。死金的主唱通常使用陰暗唱腔，包括極端低沉的喉音技巧「死腔」或高亢尖嘯的「死吼」，以及其他不尋常的發聲技巧。而高度失真且降音定弦的兇殘電吉他聲，也與激進的主唱風格相呼應。鼓手速度往往也是極快的，快速的大鼓創造出疾踩式音牆，頻繁節奏、拍號變化和切分音也是該流派的典型特徵。
死亡金屬和鞭擊金屬一樣，大多數樂團的舞台裝扮以皮衣牛仔褲為主，另一些比較特別的是弒神者主唱葛倫·班頓，他在舞台上穿著盔甲、額頭上印著倒十字架。以及病態天使採用新法西斯主義的圖案。在英國，和死亡金屬有淵源的「輾核」流派中，死亡汽油彈和極端恐怖噪音是屬於無政府龐克樂團。
90年代初期，死亡金屬的成長傳到歐洲的瑞典，並轉為在旋律性上發展。AllMusic樂評史都華·梅森表示：「瑞典的死亡金屬越來越富旋律性，除了講究技術性的精準吉他聲線，也納入後硬核的侵略感和黑金屬的神祕氣息」。隨著掀起「瑞典死亡金屬新浪潮」（有時寫做：NWOSDM）的大屠殺、虛無主義、恐懼之神、天葬、肢解者與破繭而出等樂團先行後，繼續出現了寂靜黑暗、沉淪關頭、妖域魔神和烈焰邪神等樂團，雄據一方的重要流派「旋律死亡金屬」正式在瑞典誕生。其特色為北歐式的冷峻氣氛，並兼具死亡金屬的「殘暴轟擊」與速度金屬的「優美旋律」，交織成廣受金屬樂迷喜愛的「暴力美學」，它的編曲較縝密、強調旋律性、侵略性和技術性，樂器編制上也稍微複雜，往往會有雙吉他與大量鍵盤的運用。
這種流派借鑑了「英國重金屬新浪潮」的元素、特別是快速即興重覆段和吉他泛音。其中一些樂團也具有鞭擊金屬和黑金屬的特色。他們的歌詞也與傳統死亡金屬不同，並沒有著眼於死亡、暴力、血腥或恐怖情節，而是較常採用社會批判、探討生命與死亡的深層意涵。史都華·梅森觀察到旋律死亡金屬非常受金屬音樂圈歡迎，特別是在美國。他使用了「瑞典核」這個詞彙，用來形容這一大批演奏斯堪地那維亞金屬風格的非北歐樂團。

#### 黑金屬

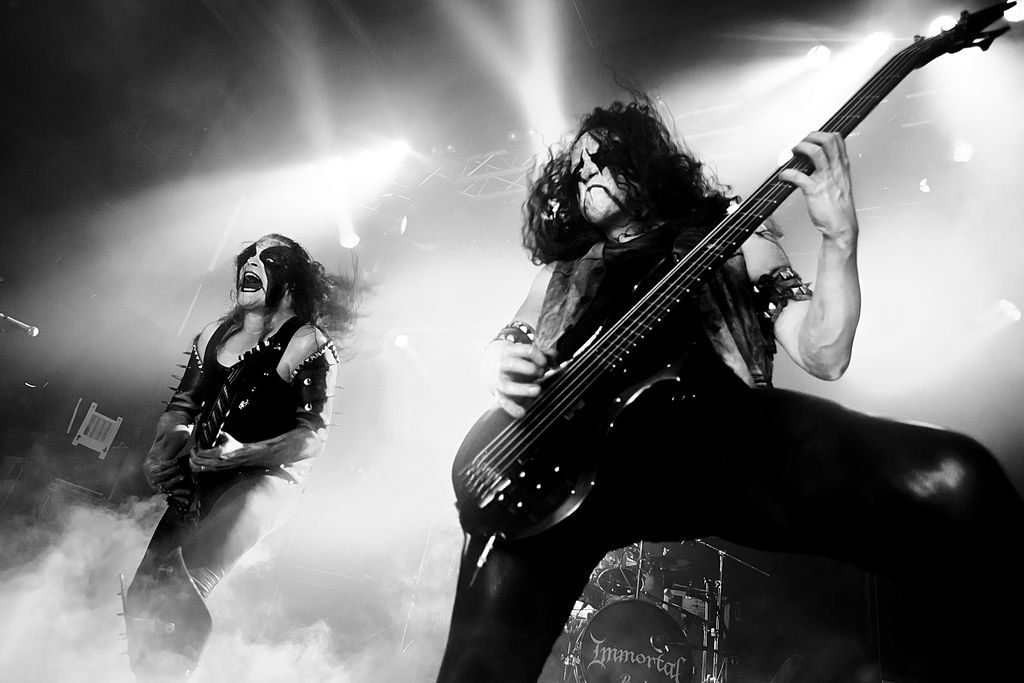
永生（黑金屬）

1980年代初中期，在歐洲出現黑金屬的第一波浪潮，由英國的毒液、丹麥的仁慈命運、瑞士的地獄之鎚與凱爾特冰霜，以及瑞典的蝙蝠學引領。到1980年代末期，挪威樂團異教狂徒、黑暗王座和黑暗掀起了第二波浪潮。黑金屬的音樂風格講究「黑暗、詭異、邪惡」的氛圍，大多數樂團都強調黑嗓和尖嘯唱腔、高度失真的吉他反覆掃弦、極少使用吉他獨奏，也會加入電子合成器以及其他的古典樂器如鋼琴和提琴，來增加莊嚴肅穆的宗教感。黑金屬音樂的特徵還包括故意採用低錄音質量，以增添環境噪音和背景噪聲。
黑金屬具有很強烈的反主流意識，歌詞普遍都有撒旦、宗教戰爭、宗教屠殺、反基督教、反人類、瀆神和厭世等主題，陰森的唱片封面也經常放上撒旦和五角星。但許多樂團也奉行異教主義，鼓吹社會恢復基督教傳到北歐之前的多神教，特別是在挪威。霧都魔堡主唱夏葛拉特曾說：
| “ | 我們透過藝術形式散播反基督思想，希望人們自省、覺醒，不要盲目的跟隨領導者。我們有很好的理由反基督，尤其是挪威，因為我們國家的祖先是受武力逼迫、屠殺、截肢和放逐，從多神教變成基督教。 | ” |

許多黑金屬樂團也開始嘗試加入不同的音樂元素，包括民謠、古典樂、電子樂和前衛音樂。1990年，異教狂徒化上屍妝，許多黑金屬樂團也開始仿效。永生和蝙蝠學則對未來民謠金屬和維京金屬的誕生有很大影響。90年代初，挪威黑金屬運動中的異教狂徒與黑暗開始發起了焚燒基督教堂的連續案，三年內整個斯堪地那維亞都有教堂縱火案傳出。而由於死亡金屬在商業市場上的興起，在挪威開始出現反彈，許多斯堪地那維亞地下金屬樂團轉向黑金屬的路線。前恐怖裂縫主唱戈爾表示：「黑金屬從來就沒有接觸聽眾的意圖，我們只有一個共同的敵人：基督教社會主義和它的一切」。
1992年，黑金屬在斯堪地那維亞以外的地區湧現，包括德國、法國和波蘭。1993年，黑暗的灣岬狼因謀殺異教狂徒的吉他手歐律諾摩斯，並被指控與數起焚燒教堂事件有關而被判入獄，引發媒體鋪天蓋地的報導。1996年，黑金屬逐漸停滯。幾個關鍵的樂團包括黑暗和芬蘭的聖約之神開始朝向黑氛音樂發展。同時，瑞典的魔龍和瑞士的神之毒物加入交響和管弦元素，將黑金屬史詩化後變得更平易近人，因此開創了新流派「交響黑金屬」。此新流派的惡靈天皇、霧都魔堡開始被主流市場接受。

#### 力量金屬

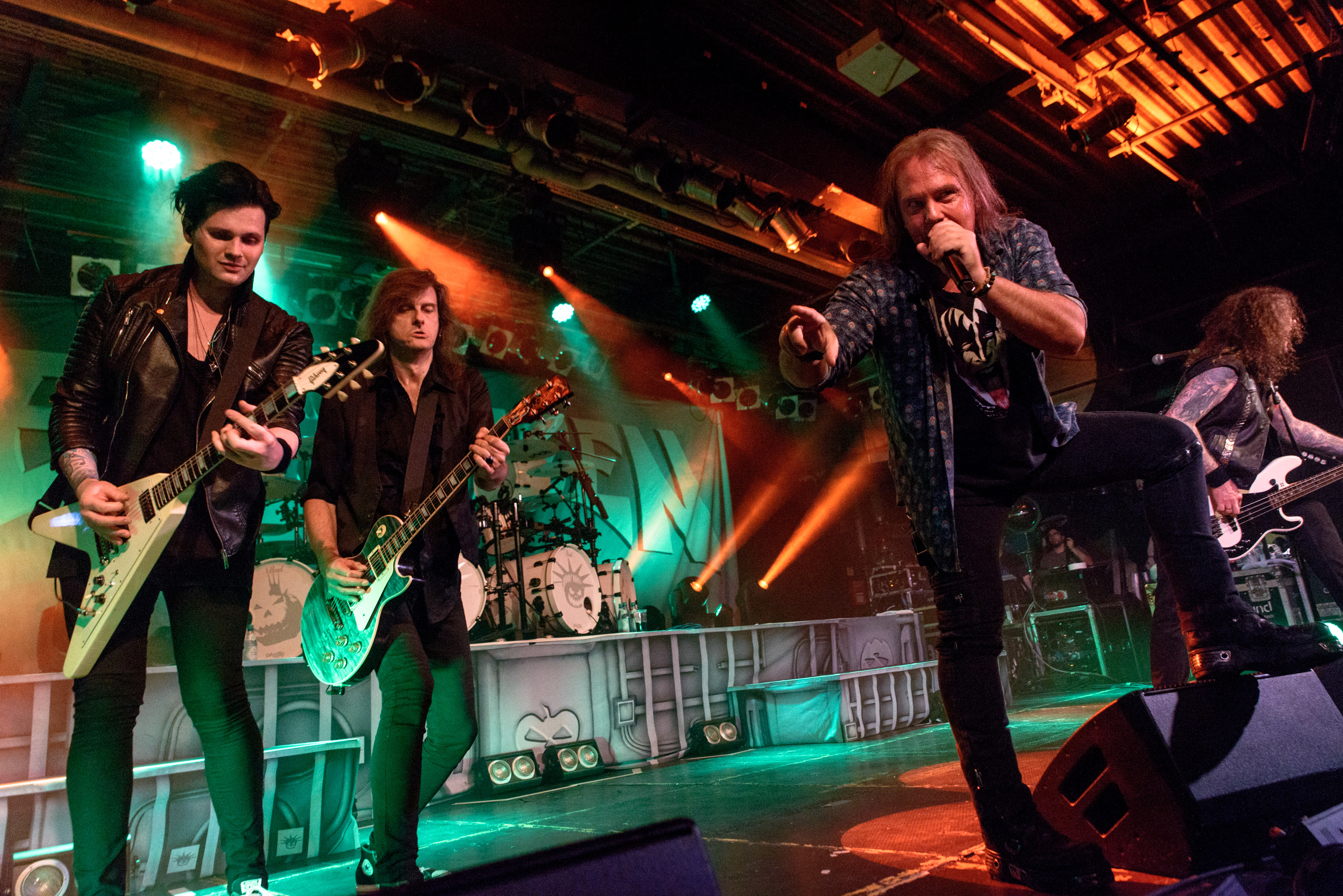
萬聖節（力量金屬）

1980年代末期，力量金屬的誕生在很大程度上是反映速度金屬的旋律、死亡金屬和黑金屬的刺耳、傳統金屬的經典與鞭擊金屬的技術。但一般來說，力量金屬的特點是更加令人振奮的聲音，而不是在風格。雖然力量金屬在北美洲較屬於地下音樂，但在南美洲、歐洲和日本都享有廣泛知名度。它側重於光明面、積極意志、史詩色彩和凱旋味道，搭配幻想和神話、友愛和希望、個人奮鬥和情感、戰鬥和壯烈犧牲等歌詞主題，給聽者帶來一種「英勇而優雅」的魅力。
它的起源可以追溯到1970年代末期，彩虹主唱羅尼·詹姆斯·迪歐創作了許多中世紀、文藝復興時期、民俗和科幻題材的歌詞，直接影響了力量金屬的原型。1978年，彩虹的〈搖滾不死〉可能是力量金屬最早的例子之一。而猶大祭司主唱羅柏·哈爾福德幾乎恆定的高亢歌聲、鐵娘子主唱布魯斯·迪金森的歌劇式唱腔都對力量金屬產生巨大影響。德國的天蠍和容則做出早期德國力量金屬的原型。在吉他風格上，瑞典的英格威·瑪姆斯汀展現準確、快速的新古典金屬吉他風格，對未來力量金屬的吉他手是一個顯著的影響。
1987年，德國的萬聖節創造了力量金屬，他們的第二張專輯《七把鑰匙的主人第一樂章》被Allmusic認為是一個具有里程碑意義的作品：「它結合速度和能量的作法，鼓舞了整整一代的金屬樂團」。另外瑞典傳統的力量金屬樂團雷神之鎚、英國的龍族悍將和美國的冰凍大地都明顯受益於「英國重金屬新浪潮」的經典風格。許多力量金屬樂團，如美國佛州的幸運之星，芬蘭的日暮頌歌、騰雲、極光奏鳴曲，義大利的狂想曲和俄羅斯的淨罪都編制了鍵盤，形成「交響力量金屬」。在日本和南美洲的市場，巴西的安格拉和阿根廷的實驗大鼠都很受歡迎。
與力量金屬有密切淵源的「前衛金屬」，如匆促和深紅之王即採用複合作曲的方式。1980年代初中期，這種風格在美國出現創新，如夢劇場、德國女皇和命運警示。而之後，融合力量金屬和前衛金屬的代表是紐澤西的X交響樂，吉他手麥可·羅密歐被認為是近代音樂的突破者。

#### 毀滅金屬

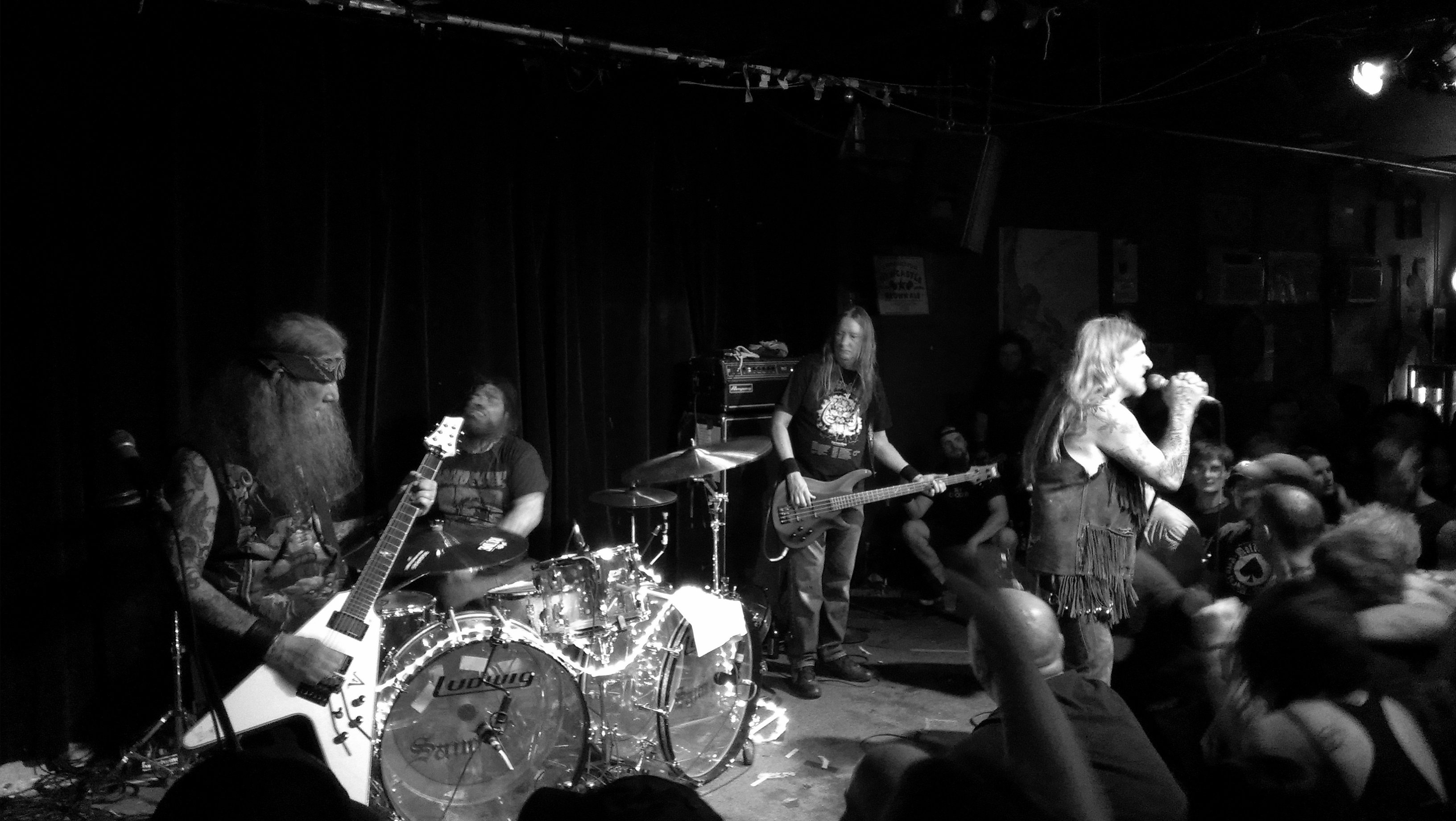
聖徒維特（毀滅金屬）

毀滅金屬的催生歷史可追溯至黑色安息日的東尼·艾歐密，資料庫網站Allmusic認為，他開創的吉他風格極大影響並定義了毀滅金屬的基調：「毀滅性高的悲觀主義、厚重陰沉的慢節奏，整體有著絕望恐懼的瀕死感」。1971年，五芒星延伸了這種沉重黑暗的音樂。接著，經過藍調喝采的融合應用，這種風格輾轉傳到了美國。在1980年代中期，一批新興樂團如加州的聖徒維特、馬里蘭州的痴迷、芝加哥的麻煩，英國的驅魔降邪以及在瑞典的聖燭節對它的發展上有重要貢獻，自此被定義成一個新流派「毀滅金屬」。
毀滅金在音樂性上拒絕其它金屬流派講究的「快速」，它的演奏速度緩慢到像是在地上爬行。這種音樂風格也影響到討厭鬼這些另類金屬樂團。相較於其他金屬樂流派，毀滅金屬強調憂鬱的節奏、絕望的壓迫氣氛和相對陰森的心境。一些毀滅金屬樂團，也受到80年代地下哥德搖滾和後龐克的影響，無論音樂風格如何變化，在歌詞及音樂氛圍的營造上都有相似的黑暗主題。例如朽念經常被認為在毀滅金屬中融合了死亡金屬和哥德搖滾。
1991年，英國樂團主教座堂發行的專輯《森林反撲》，激起一場毀滅金屬的新風潮。在同一時期，被歸類為「死亡毀滅金屬」流派的樂團失樂園、奇咒和垂死新娘，在歐洲引起了「哥德金屬」流派的誕生。其特色為優美動人、黑暗浪漫的旋律，多使用女主唱。此外，挪威的悲愁劇院和殘月孤寂使用雙主唱編制，將這股風潮吹回美國，代表性樂團如紐約的O型陰性。
在美國紐奧良，強諫者結合了毀滅金屬、鞭擊金屬和硬核龐克，因此誕生了毀滅金屬的子流派「污泥金屬」，其他重要的樂團有恨神之眼和鐵橇。之後的十年間，加州的凱耶斯和長眠受到早期毀滅金屬影響，開創了追求迷幻曲調的「迷幻金屬」。而西雅圖的地球則影響到「雄蜂金屬」的誕生。1990年代末期，洛杉磯的新樂團羊蛇和西雅圖的蜂鳴，融合了典型的迷幻金屬、毀滅金屬、黑氛。《紐約時報》形容他們的音樂是「地震中的拉格」。

#### 民謠金屬

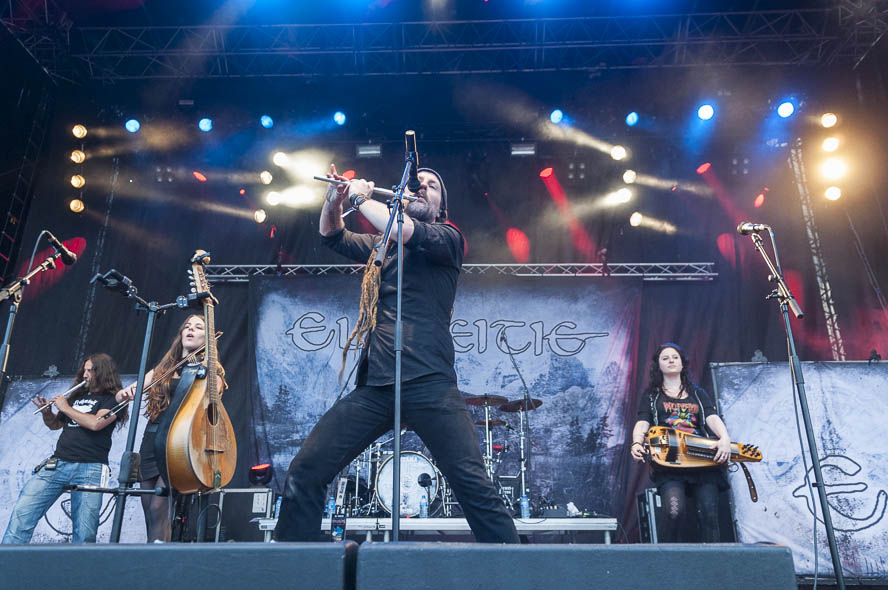
懾魂史詩（民謠金屬）

90年代中期，民謠金屬開始在歐洲發展。它的特點是在重金屬音樂中廣泛使用民族樂器，強調本身地域性的民族音樂，是金屬樂流派中多樣性、柔軟性與發展性最廣泛的，因此在不同區域會有不同風格的民謠金屬。這是由於其民族樂器在很大程度上取代了電吉他的旋律，也注入各地的音樂、方言、文化與歷史，使得民謠金屬在各地區都保有非常強烈的音樂特色。例如台灣的「民謠黑金屬」樂團閃靈，便在旋律中融合國樂五音、台灣小調、台語老歌與歌仔戲，偶有歌仔戲名伶或台語歌手參與和聲。民族樂器則使用二胡、箏、阮、笙、揚琴、月琴、嗩吶與獵首笛。歌詞主題全部著重在台灣歷史與本土故事，具備多項民謠金屬的特點。
除了典型樂器：電吉他、電貝斯、鼓和主唱。許多民謠金屬都會增加一個以上的傳統民間樂器進入編制，如笛、風笛、錫哨笛、雙簧管、愛爾蘭長笛、愛爾蘭風笛、布祖基琴、夸克琴、塔布拉鼓、山羊皮鼓、達拉布卡鼓、阿拉伯框鼓、康特勒琴、錫塔琴、烏德琴、薩茲琴、手搖風琴、巴拉瑪琴、塔姆布拉琴、馬頭琴、口簧琴、班卓琴、曼陀林、齊特琴、琵琶、小提琴、中提琴、豎琴、太鼓、尺八、三味線、三弦等。有些樂團因加入了眾多民族樂器，常會有六名以上的成員編制，如瑞士的民謠金屬樂團懾魂史詩就有八名成員。除此之外，專輯的錄音工作有時也會邀請客座音樂家支援，如挪威的七人樂團浪斯克在錄製專輯《傳奇英雄奧斯蒙》時便邀請了十三名傳統樂手加入錄音。常見的歌詞主題包括異教、自然、奇幻、神話、思鄉、歷史、祖先情懷、民間故事或政治。
1990年在英國成立的遮天被公認是民謠金屬的先驅者，但並未風行起來。直到1995年愛爾蘭凱爾特金屬樂團克魯亨山發行首張專輯《女神種族》，被普遍認為是第一張完整的民謠金屬專輯。2013年在義大利出版的書籍《民謠金屬：從起源到諸神的黃昏》中，作者法布里齊奧·約書亞認為在整個民謠金屬綜合史中，Cruachan是第一個真正的民謠金屬樂團。他認為他們的音樂有一半是重金屬、另一半是民族音樂，兩者比重是一樣的。另一個早期貢獻者是芬蘭的幻影，他們的首張專輯《卡累利阿地峽之戰》在1992年發行，歌詞主題側重芬蘭戰爭、芬蘭宗教與凱爾特神話上。1994年他們發行第二張專輯《千湖傳說》被稱為「含有大量傳統的民間音樂，旋律和歌曲結構令人著迷」。其作品也收到來自金屬樂迷的好評。
1994年起，民謠金屬在世界各大洲出現，並隨當地文化的不同而產生多樣變化。例如德國出現了子流派「中世紀金屬」。芬蘭、挪威和瑞典出現了以黑金屬為架構的子流派「維京金屬」、「海盜金屬」、「異教金屬」、以色列出現了「東方金屬」、蒙古出現了「蒙古民謠金屬」與「游牧民謠金屬」等等。

#### 工業金屬
工業金屬源自工業舞曲、工業搖滾、噪音搖滾、氛圍音樂、電體音樂、鐵克諾音樂，再融合鞭擊金屬、先鋒金屬、硬核龐克、哥德搖滾、華麗搖滾、藍調搖滾和流行音樂所衍生的流派。特色是失真人聲、電腦採樣音效、音樂音序器、合成器、電子式節拍、電鑽及機械運作的模擬聲，再加上金屬敲擊聲代替了傳統打擊樂器，因此稱為工業金屬。它大膽的歌詞主題近似於華麗金屬，包括文字遊戲、象徵主義、愛情、性交與性慾、性虐待、政治、復仇、自殺、消費主義、資本主義、暴力、死亡、聖經、希臘神話、反恐、反壓迫，反審查制度和反戰。
其發展歷史可追溯至1980年代中期，英國的跳動軟骨、伏爾泰小酒館和德國的房倒屋塌被認為建立了工業金屬的原型。到1980年代末期內閣、聖體和冷漠社會出現後，工業金屬正式形成了新流派。1990年代初期，工業金屬在歐美佔有一席之地，如九寸釘贏得兩座葛萊美獎、瑪麗蓮曼森贏得告示牌和MTV的音樂錄影帶獎、靜止X的專輯《威斯康辛死亡之旅》拿下告示牌潮流專輯榜冠軍、雷姆斯汀的專輯《渴望》在德國和奧地利拿下排行榜冠軍。但到了2000年前後即開始退潮。

#### 前衛金屬

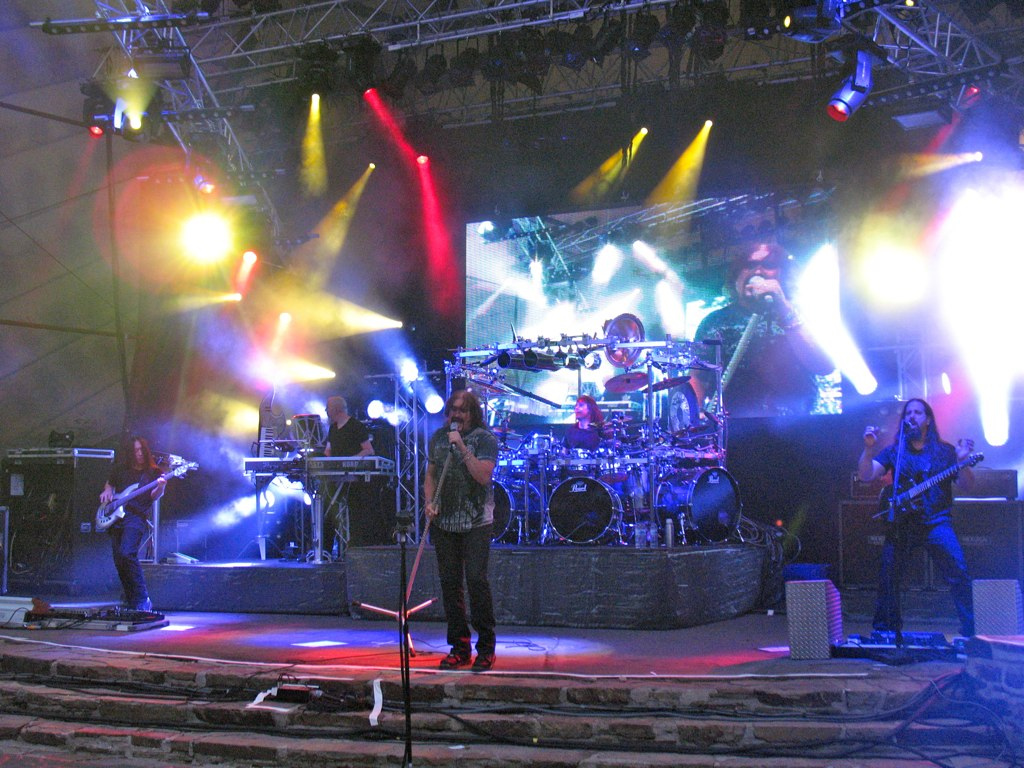
夢劇場（前衛金屬）

前衛金屬的雛形當屬深紫，他們是第一支大膽在重金屬內混合多種音樂風格的樂團。這是一種實驗性極強的音樂風格，可依照所受其他音樂類型的影響，而細分成許多的子分類。它有著不斷進化與混種的特點，故沒有標準的定義範圍，例如國王十字與殘月魔都都被歸類為前衛金屬樂團，然而他們的音樂卻是兩種極端。國王十字因為受到主流搖滾、油漬搖滾的影響較大，也被認為是屬於另類音樂。而殘月魔都的死腔與殘酷激烈的電吉他（大量混合哥德式的原音橋段）則常讓他們被稱為「前衛死亡金屬」。
許多拍號奇特、樂理複雜、演奏技術難度高、有大量音樂實驗的非正統金屬樂都會被歸類為前衛金屬，因為它們很難與其他重金屬流派聯結。前衛金屬是使用典型的重金屬樂器來做音樂實驗，而使用不常見樂器的音樂則會被細分為「先鋒金屬」。前衛金屬常受到西洋古典音樂、交響樂、爵士樂、力量金屬、死亡金屬與鞭擊金屬的影響。
前衛金屬在歐洲具有一席之地，特別是德國及義大利。其風格又依地區分為兩種：歐洲的流派著重旋律、美洲的流派則偏重複雜編曲。其流派起源可追溯至1960年代末期到1970年代中期，一些前衛搖滾樂團如是的、平克佛洛伊德、愛默生、雷克與帕瑪。一直到1980年代中期才發展成一個音樂類型。1990年代，牢蘢、殘月魔都、三重奏領域與狂想曲各自發展出獨具特色的音樂。1993年，夢劇場的單曲〈拖我下沉〉在電台與電視頻道中受到歡迎，成為前衛金屬的早期宗師之一。亞力安傳說混合了原有的前衛金屬風格、搖滾歌劇、民俗音樂與氛圍音樂等特色。另一批技術金屬樂團則受到前衛金屬的影響，如埋葬和我之間、瘋子和冒犯，他們運用複節奏和多旋律編排，將「技術死亡金屬」、速度金屬、金屬核、爵士樂和前衛搖滾融合，開啟了名為「結構金屬」和「數學金屬」的新流派。

#### 新古典金屬

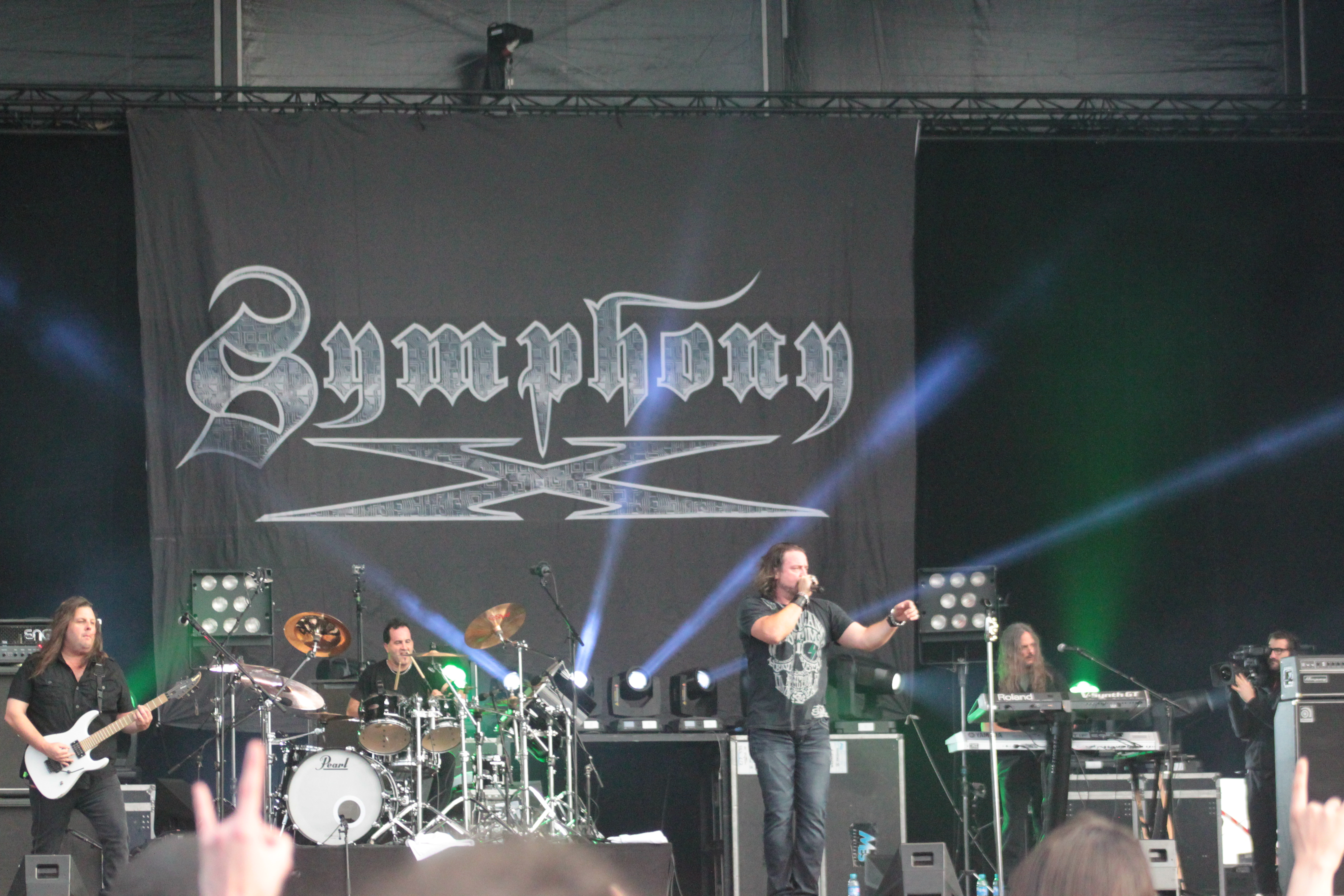
X交響樂（新古典金屬）

新古典金屬深受西洋古典音樂影響，如古典主義音樂、巴洛克音樂、浪漫主義音樂和新古典主義音樂，常有高技術性演奏，或加入知名古典音樂元素，電吉他失真程度較低，主唱往往唱清腔並退為配角。音樂的侵略感也較低，與速度金屬相似。新古典金屬以創作或改編古典音樂為主，它不彰顯艱深的音樂理論，改以普羅大眾也能輕鬆認識古典元素的重金屬方式呈現，進而激發對古典音樂的興趣。多採用了和聲小調、旋律小調以及次屬七和弦。
自1960年代起，已經有許多作品對新古典金屬的發展造成影響。深紫的現場專輯《深紫與管弦樂團協奏曲》是最顯著的先例。彩虹也受到新古典主義音樂的影響。另一些鍾愛古典樂的金屬樂手，如深紫吉他手瑞奇·布萊克摩爾、天蠍吉他手尤利·瓊·羅斯和奧茲·奧斯本的吉他手蘭迪·羅茲都是此流派的先鋒。1980年代起，重金屬吉他的技巧急速發展，新古典金屬的成長與普及化，與速彈吉他的風氣有密切關係。瑞典國寶級吉他手英格威·瑪姆斯汀被廣泛視為新古典金屬的鼻祖，他在重金屬吉他上融合古典樂慣用的音階來演奏，為發展做出極大的貢獻，因此被譽為「新古典金屬之王」。
1982年，榴霰彈唱片的創始人麥可·瓦爾尼將英格威·瑪姆斯汀的音樂引進美國。1980年末，許多榴霰彈唱片公司旗下的音樂人紛紛走向新古典金屬的路線，包括保羅·吉伯、傑森·貝克與麥加帝斯吉他手馬蒂·弗里德曼等。

#### 交響金屬

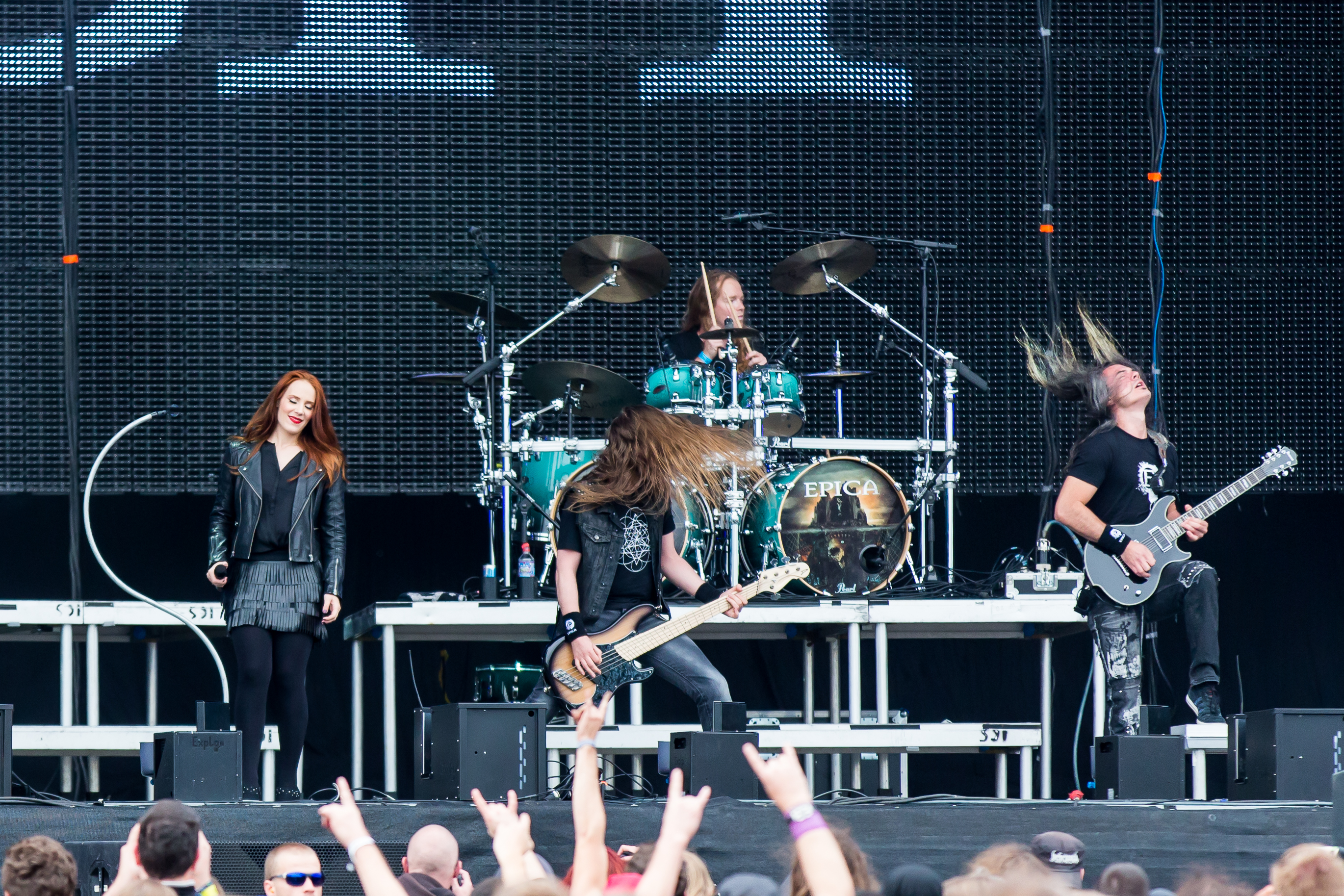
黯黑史詩（交響金屬）

交響金屬在重金屬中加入不同古典音樂的元素，包括交響樂團會使用的樂器，有時會搭配合唱團或一個完整的交響樂團。主唱往往由女性擔任，或採用低沉的男聲作第二主唱，營造出歌劇美女與野獸般的衝突感。其風格受到早期的哥德金屬、力量金屬和「英國重金屬新浪潮」影響。交響金屬的音樂往往非常大器，也比其他重金屬流派的風格樂觀正向。歌詞涵蓋了廣泛的主題，較常見的是奇幻、歌劇、史詩和神話題材。
其特色是使用音樂工作站、鍵盤、音樂音序器、合成器以及電腦軟體，在現場表演時模擬出管弦樂的聲音。這個特點是因交響樂需要配備的器材相對龐大，如遇上巡演及音樂節，演出安排上就會相當難以完善，用混音模擬聲來取代複雜的弦樂便成為常見作法。即便如此，經常還是有樂團需要兩個鍵盤手在現場表演。
交響金屬的起源來自早期的死亡金屬與哥德金屬樂團，他們在音樂中使用了交響元素。美國鞭擊金屬樂團信徒在1990年發行的專輯《理智晦澀》中有一曲〈震怒之日〉，被認為是交響金屬最早的歌曲。作家傑夫·瓦格納在他的書中所述：「這首歌是金屬樂的創意分水嶺，除湄公三角，當時沒有其他極端金屬樂團能如此完美合併金屬和古典樂」。1996年，原本屬於死亡金屬的聖獸加入管弦樂元素，包括合唱團，並在現場演出加入一個完整的交響樂團，交響金屬也隨之開始普及。當時被列為「目前最冒險的金屬樂團」。
1997年，日暮頌歌與致命誘惑各發行他們的首張專輯，皆有聖獸的交響式特色。2000年起，出現了許多交響金屬樂團，如萬世沉淪、黯黑史詩、曠野鷹豪與伊甸之橋等等，皆展現出鍵盤、交響樂與女主唱的音樂特色。將交響金屬「史詩般盛大、磅礡雄偉、柔和感傷」的音樂性固定下來。
90年代初期，子流派「交響力量金屬」開始發展，一些具有力量金屬特色的樂團在編制中加入鍵盤，或廣泛使用古典樂器。這種風格的樂團主唱通常是採用清腔。1993年日本樂團X JAPAN的29分鐘單曲〈生命的藝術〉，被認為是第一個典型的交響力量金屬歌曲。它借鑒了舒伯特的〈第8號交響曲〉，其中包含大量管弦樂、雙吉他獨奏以及近9分鐘的即興鋼琴獨奏。另一個例子是日暮頌歌的〈祈願之主〉、〈鬼迷心竅〉和〈詩人與鐘擺〉，三曲都在力量金屬的結構上加入史詩規模、管弦樂元素。而他們的專輯《曾經》與《黑暗燃情》也屬於另一種90年代中期出現的子流派：「交響哥德金屬」。

### 其他融合風格：1990年代及2000年代初期

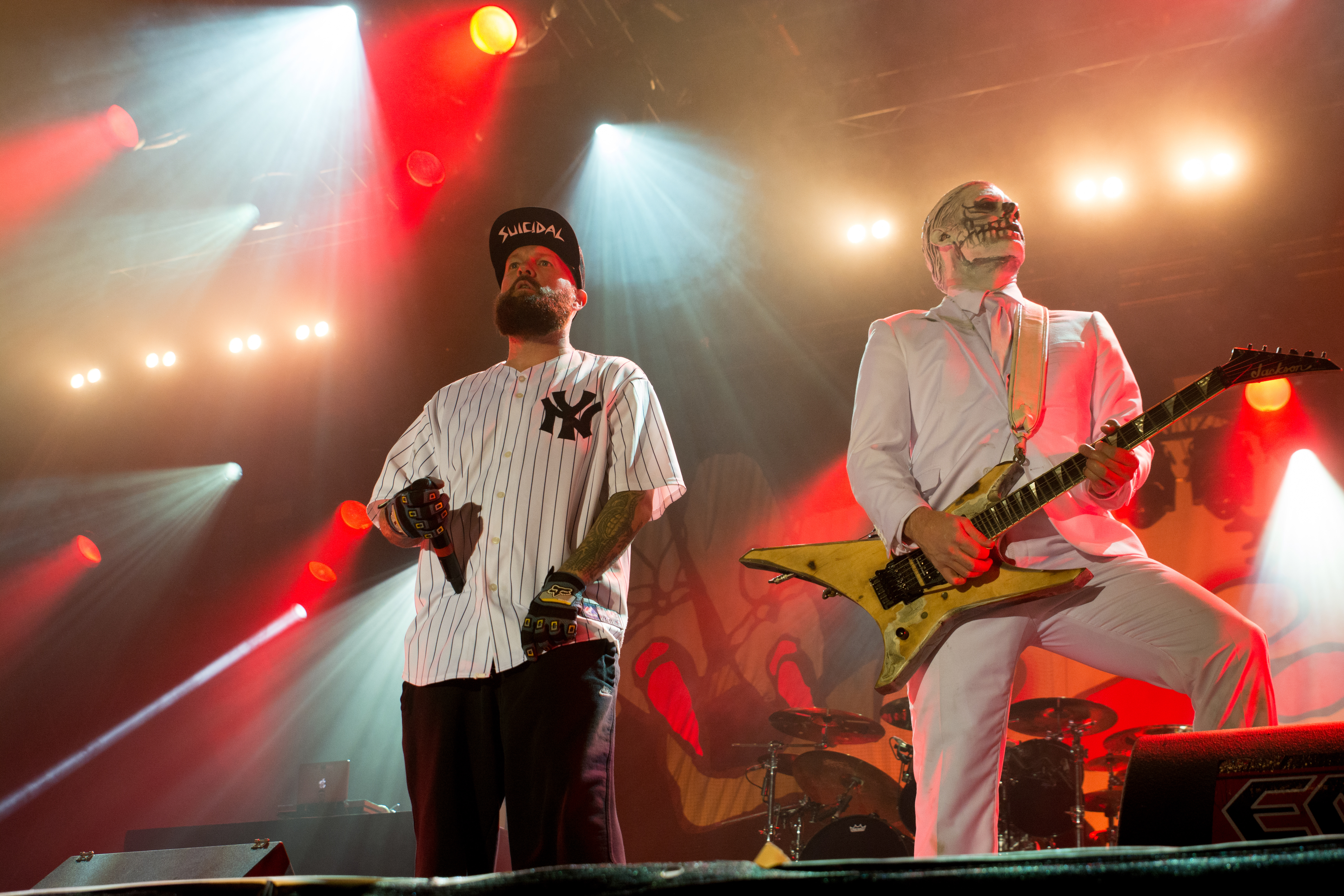
林普巴茲提特（新金屬、饒舌金屬、另類金屬）

1990年起，華麗金屬在主流市場上的統治時代被油漬搖滾與另類搖滾終結，例如成功打進主流的超脫。油漬搖滾樂手受到重金屬音樂的影響，但拒絕跟從華麗金屬樂團的激進行為、浮華的演奏風格和以外型為導向的MTV路線。
華麗金屬失寵的原因不僅是油漬搖滾的成功，也由於更具侵略性的金屬製品改寫了主流金屬的定義，加上日益普及、強調律動節奏的後鞭擊流派——「蠱戮金屬」大行其道，例如潘特拉和蒼白殭屍。1991年，金屬製品的同名專輯《金屬製品》獲16×白金唱片認證後，讓鞭擊金屬成為最典型的重金屬路線。另一新型態的進化金屬樂團如潘特拉，1994年的專輯《超速駕駛》也拿下金唱片認證，並奪下告示牌的排行冠軍。但這樣成功的樂團並不多，主流市場一度認為「金屬已死」。有些樂團嘗試適應新的音樂生態、改變形象，例如金屬製品就重塑了形象：樂團成員剪掉了招牌長髮，並在1996年成為另類音樂節Lollapalooza的壓軸。雖然這引起一些資深樂迷的強烈反對，金屬製品仍然是二十一世紀世界上最成功的樂團之一。

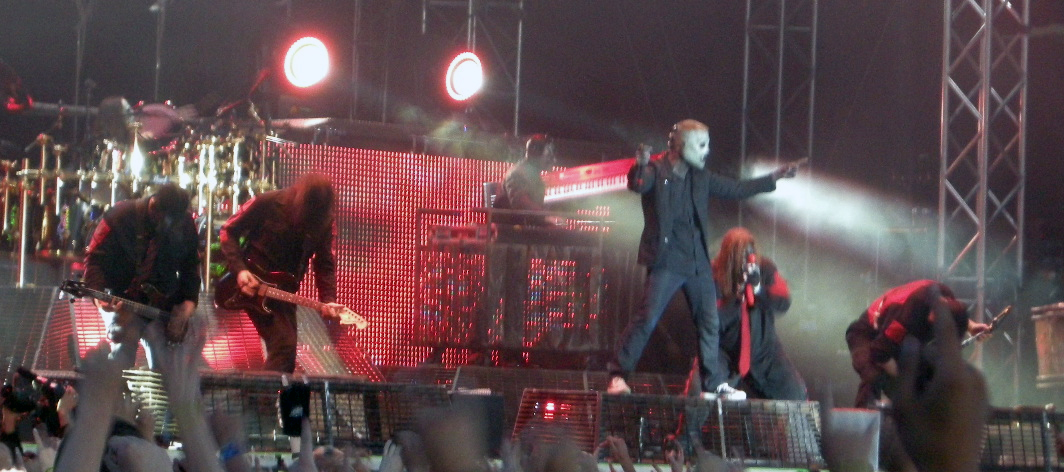
滑結（另類金屬、蠱戮金屬、美式金屬新浪潮）

許多90年代最流行的重金屬樂團，已紛紛被稱為「另類金屬」的流派淹沒。西雅圖的聲音花園就相信，不斷改良的另類金屬可以取代重金屬。他們和同樣在西雅圖成立的愛麗絲囚徒都是另類金屬中的領先樂團，他們廣泛融合不同的重金屬。舊金山的再無信仰結合了龐克、放克、金屬和嘻哈音樂。加州的先鋒融合了放克、龐克、鞭擊金屬和實驗音樂的元素。洛杉磯的工具則混合重金屬和前衛搖滾。恐懼工廠、內閣和九寸釘也開始將重金屬加到他們的工業音樂中，走上類似瑪麗蓮曼森的路線，同時也採用埃利斯·庫珀招牌的驚悚舞台藝術。雖然另類金屬的音樂人並不是一個有凝聚力的流派，但他們都傾向拿重金屬的音樂風格不斷實驗，並且他們也拋棄了華麗金屬的審美觀。另類金屬的融合做法為金屬樂結下一個豐富多彩的果實。
從90年代早期開始，受到另類金屬風潮的鼓動，美國湧現一批全新的金屬樂團，他們被稱為「新金屬」：包括崆、花錢找死、林普巴茲提特、騷動、滑結、聯合公園、蟑螂老爹等，他們納入死亡金屬、電子和嘻哈音樂，人聲常出現饒舌，以及唱片騎師刮盤。與傳統重金屬不同的是，他們減少吉他獨奏、使用降D定弦、簡單很多的鼓節奏、歌曲段落更像流行音樂。由於音樂融合的特性，新金屬的受眾不只限於金屬樂迷，也包括哥德樂迷、嘻哈樂迷等各種類型。
新金屬獲得主流市場的歡迎，如MTV頻道的輪播，甚至一度影響超級殺手的新專輯曲風。另外，黑色安息日主唱奧茲·奧斯本在1996年創辦的重金屬音樂節奧茲音樂節，自2000年起開始獲得商業上的成功，更帶動了媒體重新談論重金屬的風潮，而該音樂節中時常可見到新金屬流派樂團的登台。1999年，美國《告示牌》雜誌指出，跟十年前相比，美國已經有超過五百個專業的重金屬電台節目，將近增加了三倍。雖然新金屬被廣泛的普及，卻依然是傳統金屬樂迷沒有辦法完全接受的風格。到2003年初，新金屬的浪潮開始減弱，MTV也將焦點轉移至逐漸普及的流行龐克與情緒核樂團。之後，部分樂團將曲風完全改為硬搖滾或重金屬。但一些新金屬樂團如崆、林普巴茲提特仍保留了大量的死忠樂迷。

### 近期風格: 2000年代中末期及2010年代

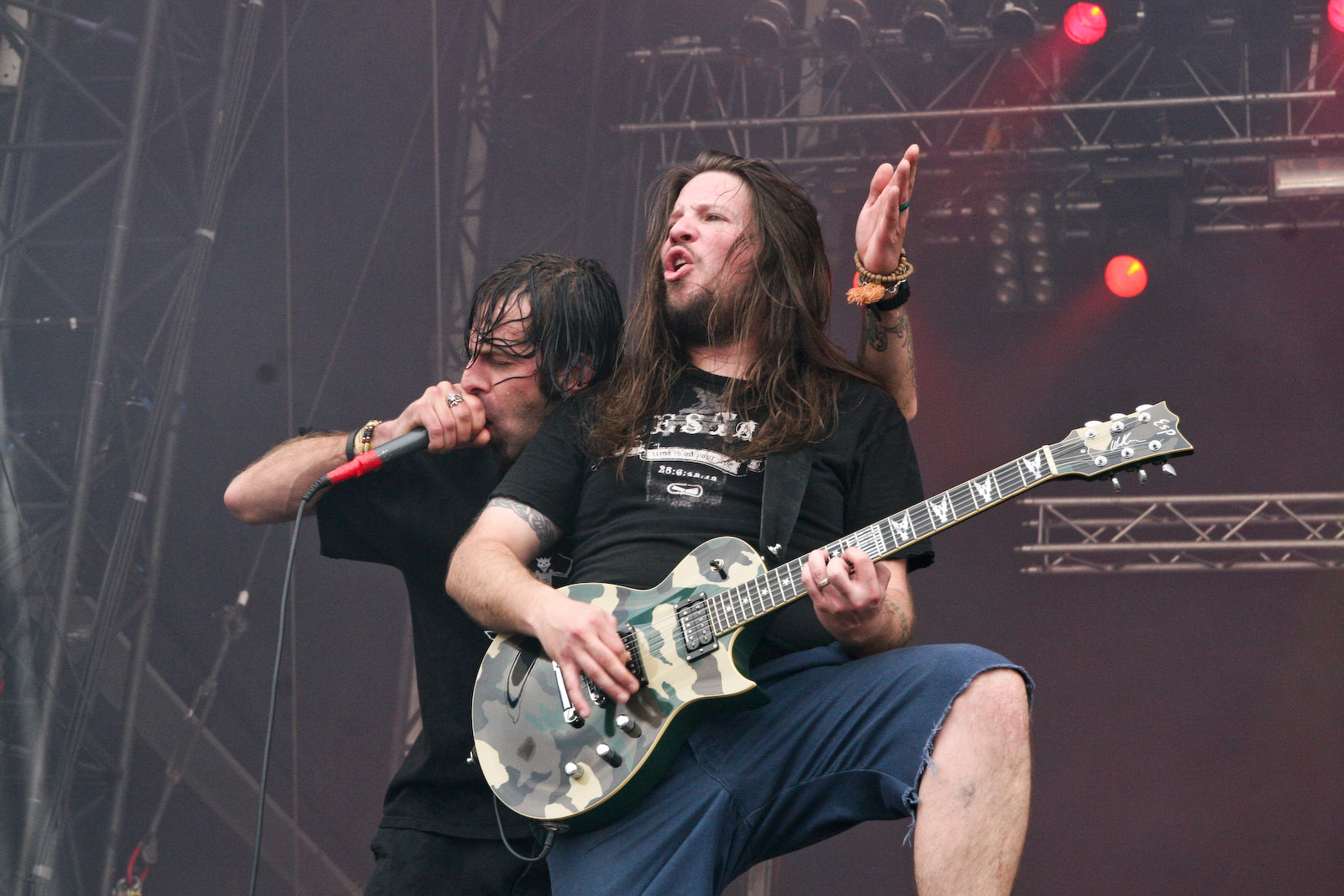
上帝羔羊（金屬核、鞭擊金屬、蠱戮金屬、美式金屬新浪潮）

2000年起，由極端金屬的「金屬」、加上硬核龐克的「核」所組成的新流派「金屬核」，在新金屬開始下坡後脫穎而出，成為長達十年的商業力量。在80年代和90年代時，金屬核主要是地下的現象，擔任先鋒的樂團是地球危機，其他的傑出樂團包括收斂、暴種以及沙蟲。
2004年，受到旋律死亡金屬影響的「旋律金屬核」，透過終極殺戮的專輯《心痛終點》、魅影魔星的專輯《暗潮洶湧》受到歡迎，兩張專輯在告示牌唱片排行榜分別升上21和20名。
進一步從金屬核和輾核演變出的「數學核」，更加複雜的節奏和漸進的風格，透過迪林杰逃亡計畫、收斂和抗爭英雄的作品而受到歡迎。數學核的主要特徵是使用奇數拍節奏，和自由爵士有些類似。

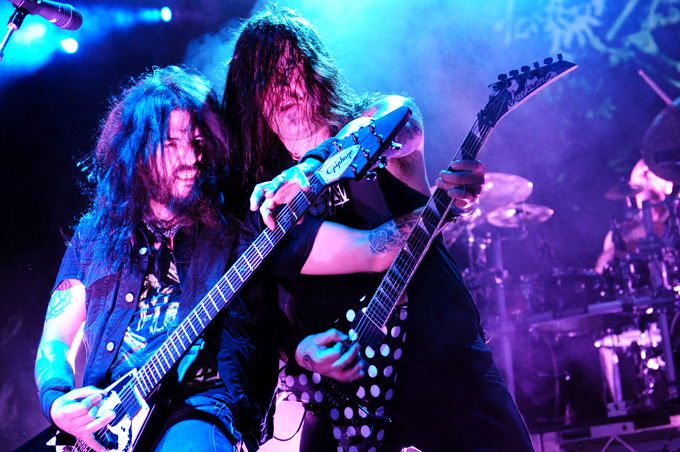
機械頭（鞭擊金屬、蠱戮金屬、美式金屬新浪潮）

金屬樂在2000年一直很受歡迎，特別是在歐洲。斯堪地那維亞已成為盛產創新和成功樂團的主要地區之一。而比利時、荷蘭，尤其德國則是金屬樂最顯著的市場。2003年到2008年間，有許多歐陸金屬樂團登上德國唱片排行榜前20名，包括芬蘭的死神之子、挪威的霧都魔堡、德國的盲人守護者和瑞典的雷神之鎚。
在2000年，被稱為極端金屬的融合曲風「死核」出現了，死核把死亡金屬、硬核龐克和金屬核的元素合為一體。死核有著死亡金屬的即興重覆段、硬核龐克的間奏，以及死腔、豬吠等唱技。代表性樂團包括白教堂、悄聲終結、藐視聖像和絕命終結者。

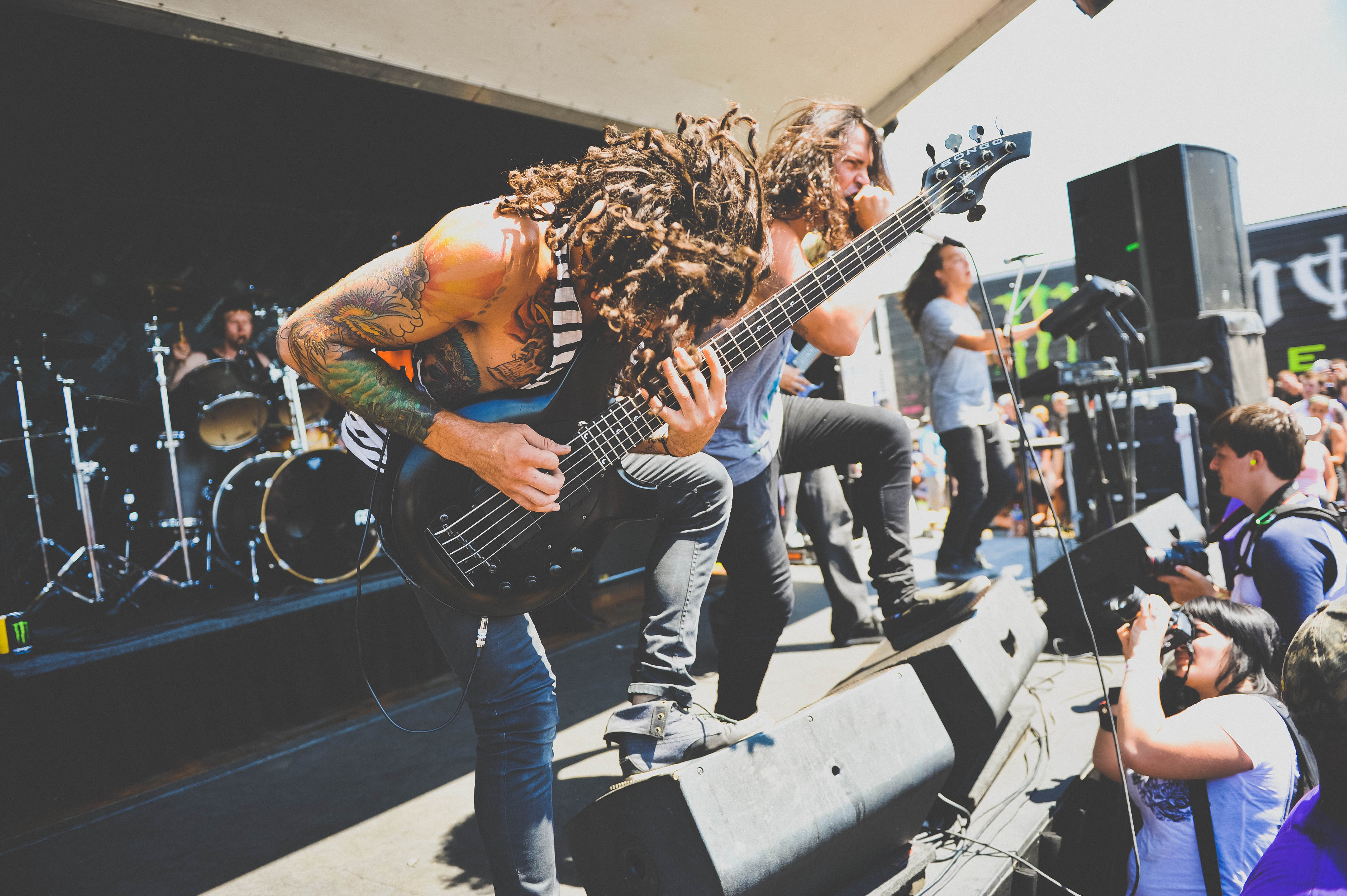
歐西里斯的重生（前衛死核、結構金屬、數學金屬）

同時有一批被稱為「懷舊金屬」的樂團，用來形容一些如德州的銳劍、加州的高亢烈火、瑞典的巫術和澳洲的狼母。銳劍的首張專輯《凜冬紀元》大量擷取了黑色安息日和五芒星的風格、巫術加入了民謠搖滾和迷幻搖滾的元素。而狼母的首張專輯《狼母》就有深紫和吉米·佩奇的和弦特色。
大隻佬則在美國將重金屬再度復興，他們發揮了前衛和污泥金屬的元素，被一些評論家冠以「美式金屬新浪潮」（有時寫做：NWOAHM）。這股浪潮是從90年代中期開始醞釀、到2000年開始盛行，它包括了上帝羔羊、潘特拉、生化危機、滑結、機械頭、我彌留之際、七級煉獄、混種魔獸、墮落體制等等，他們將重金屬帶回「原始的殘暴，並以紐約硬核、鞭擊金屬和龐克重新描繪音樂的樣貌」。
蓋瑞·夏普揚在《美式金屬新浪潮》一書中提到：「像是不可知論前線等一些來自金屬核的老團和整個紐約硬核界，再加上將重金屬帶到新境界的潘特拉、生化危機和機械頭，將旋律死亡金屬、情感核和其他音樂交織在一起」。這運動包含了另類金屬、哥德次文化、硬核龐克、金屬核、數學核、前衛金屬、旋律死亡金屬、新鞭擊金屬、情感核和嚎叫情緒核等風格的樂團。2006年，上帝羔羊的專輯《金屬聖典》登上告示牌排行榜第8名，其他成功的樂團還有混種魔獸、大隻佬等等。

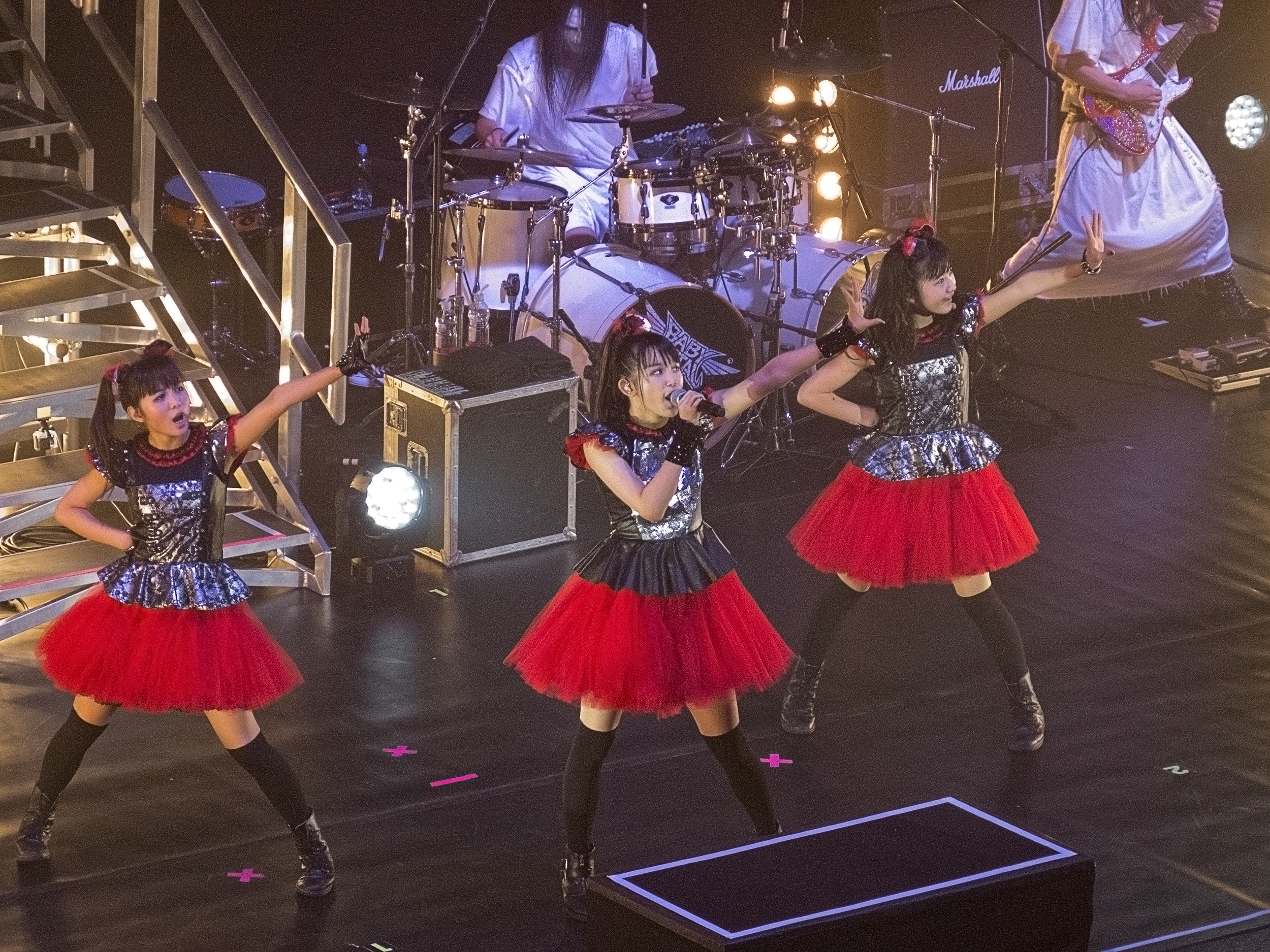
BABYMETAL（可愛金屬）

到了2010年代初，金屬核更頻繁的引入合成元素，超出搖滾和金屬的風格。英國問問亞歷山大的專輯《魯莽與無情》發行首週超過三萬張銷量，並登上告示牌第9名。以及穿著名牌的魔鬼的專輯《死者王座》也取得相同佳績。2013年，英國的飛越地平線發行第四張專輯《永恆不朽》獲得一致好評。它的名次為美國告示牌第11名、英國專輯排行榜第3名、澳大利亞唱片業協會榜第1名。
另外在2010年代，前衛金屬衍生一個新的子流派「結構金屬」。其特色為破音吉他悶音所彈出的的四弦強力和弦、極端失真、切分音即興重覆段、精準高速的複節奏，另一個典型特徵是運用多弦吉他（七弦吉他、八弦吉他或九弦吉他）。結構金屬往往會跨越樂風的分界、囊括多種迥異的音樂元素，有如一幅馬賽克。結構金屬風潮的主要影響者包括瘋子、錫克、宇宙魔方、織體、無邊幾何、鴉雀無聲和不朽遺跡。
2014年，發行首張專輯《BABYMETAL》的日本團體BABYMETAL，將死亡金屬、鞭擊金屬、力量金屬、金屬核、結構金屬等多種金屬流派與日本音樂結合，並由少女擔任主唱，開啟稱為「可愛金屬」的新流派。歐美多家音樂媒體認為，此種正面衝突的新型音樂撞擊了金屬樂規則。其中英國權威雜誌《金屬之鎚》便評論道：「從來沒有人看過或聽過像BABYMETAL這樣的團體，金屬樂也從此變得不一樣了」。

## 發展流派

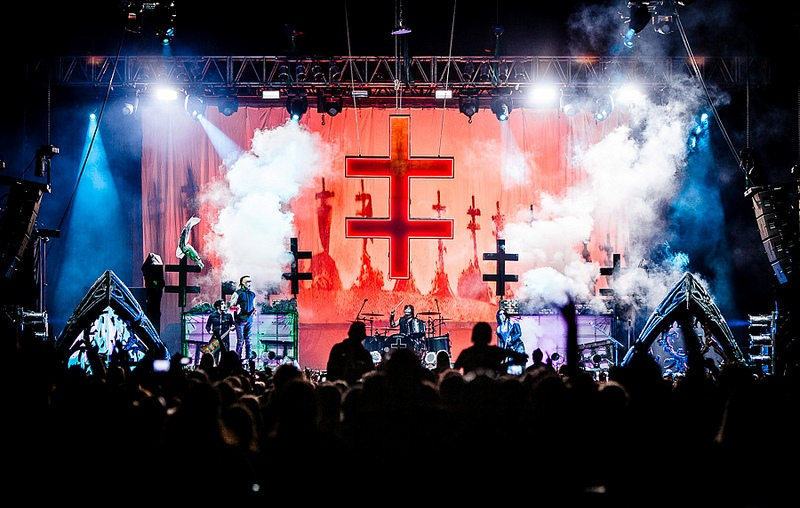
瑪麗蓮曼森（工業金屬）

| 傳統 - 重金屬／傳統重金屬／經典重金屬（Heavy metal／Traditional heavy metal／Classic heavy metal） - 速度金屬（Speed metal） - 燻黑速度金屬（blackened speed metal） - 旋律速度金屬（Melodic speed metal） - 早期力量金屬（Early power metal） 硬核 - 鞭擊金屬（Thrash metal） - 灣區鞭擊金屬（Bay Area thrash metal） - 老派鞭擊金屬（Old school thrash metal） - 條頓鞭擊金屬（Teutonic thrash metal） - 旋律鞭擊金屬（Melodic thrash metal） - 死亡鞭擊金屬（Death-thrash） - 燻黑鞭擊金屬（Blackened thrash metal） - 極端鞭擊金屬（Extreme thrash metal） - 技術鞭擊金屬（Technical thrash metal） - 前衛鞭擊金屬（Progressive thrash metal） - 澳洲鞭擊金屬（Australian thrash metal） - 蠱戮金屬／後鞭金／新鞭金（Groove metal／post-thrash／Neo-thrash） - 旋律蠱戮金屬（Melodic groove metal） - 鞭擊蠱戮金屬（Thrash-groove metal） - 技術蠱戮金屬（Technical groove metal） - 前衛蠱戮金屬（Progressive groove metal） - 輾核（Grindcore） - 血輾（Goregrind） - 血噪（Gorenoise） - 色輾（Pornogrind） - 噪輾（Noisegrind） - 廁輾（Toiletgrind） - 死輾（Deathgrind） - 賽博輾（Cybergrind） - 爵士輾（Jazzgrind） - 快樂輾（Happygrind） - 技術輾（Technical-grindcore） - 碎肉核（Mincecore） - 衝撞核／重硬核（Beatdown hardcore／Heavy hardcore） - 猛撞核（Slamming beatdown） - 跨界鞭擊金屬（Crossover thrash） - 金屬核（Metalcore） - 老派金屬核／傳統金屬核／金屬硬核（Old school metalcore／Traditional metalcore／Metallic hardcore） - 旋律金屬核（Melodic metalcore） - 現代金屬核／流行金屬核（Modern metalcore／Pop metalcore） - 前衛金屬核／技術金屬核（Progressive metalcore／Technical metalcore） - 數學核（Mathcore） - 電子核（Electronic core） - 任天堂核（Nintendocore） - 死核（Deathcore） - 技術死核（Technical deathcore） - 交響死核（Symphonic deathcore） - 前衛死核（Progressive deathcore） - 葬核（Entombedcore） 力量 - 力量金屬（Power metal） - 美式力量金屬（American power metal／USPM） - 歐式力量金屬（European power metal／EUPM） - 速度力量金屬（Speed power metal） - 旋律力量金屬（Melodic power metal） - 新古典力量金屬（Neo-Classical power metal） - 力量鞭擊金屬（Power-Thrash） - 民謠力量金屬（Folk power metal） - 前衛力量金屬（Progressive power metal） - 技術力量金屬（Technical power metal） - 極端力量金屬（Extreme power metal） - 史詩力量金屬（Epic power metal） - 交響力量金屬（Symphonic power metal） - 史詩力量金屬（Epic power metal） - 歌劇力量金屬（Operatic power metal） - 氛圍力量金屬（Atmospheric power metal） - 哥德力量金屬（Gothic power metal） - 電子力量金屬（Electronic power metal） - 交響極端力量金屬（Symphonic extreme power metal） - 交響金屬／歌劇金屬（Symphonic metal／Opera metal） - 大提琴金屬（Cello metal） - 史詩交響金屬（Epic symphonic metal） - 技術交響金屬（Technical symphonic metal） - 旋律交響金屬（Melodic symphonic metal） - 氛圍交響金屬（Atmospheric symphonic metal） - 燻黑交響金屬（Blackened symphonic metal） - 前衛交響金屬（Progressive symphonic metal） - 實驗交響金屬（Experimental symphonic metal） - 先鋒交響金屬（Avant-garde symphonic metal） 民謠 - 拉丁金屬（Latin metal） - 民謠金屬（Folk metal） - 交響民謠金屬（Symphonic folk metal） - 旋律民謠金屬（Melodic folk metal） - 英雄民謠金屬（Heroic folk metal） - 燻黑民謠金屬（Blackened folk metal） - 遊牧民謠金屬（Nomadic folk metal） - 前衛民謠金屬（Progressive folk metal） - 中世紀金屬（Medieval metal） - 吠陀金屬（Vedic metal） - 維京金屬（Viking metal） - 戰鬥金屬（Battle metal） - 異教金屬（Pagan metal） - 史詩異教金屬（Epic pagan metal） - 旋律異教金屬（Melodic pagan metal） - 凱爾特金屬（Celtic metal） - 凱爾特極端金屬（Celtic extreme metal） - 海盜金屬（Pirate metal） - 海盜交響金屬（Pirate symphonic metal） - 東方金屬（Oriental metal） - 東方旋律金屬（Oriental melodic metal） 另類 - 工業金屬（Industrial metal） - 旋律工業金屬（Melodic industrial metal） - 交響工業金屬（Symphonic industrial metal） - 死亡工業金屬（Death industrial metal） - 燻黑工業金屬（Blackened industrial metal） - 哥德工業金屬（Gothic industrial metal） - 軍事工業金屬（Martial industrial metal） - 實驗工業金屬（Experimental industrial metal） - 前衛工業金屬（Progressive industrial metal） - 極端工業金屬（Extreme industrial metal） - 傳思金屬／舞曲金屬（Trance metal／Dance metal） - 可愛金屬／偶像金屬／卡哇伊金屬（Cute metal／Idol metal／Kawaii metal） | 極端 - 早期黑金屬／第一波金屬浪潮（Early black metal／The first wave of black metal） - 早期挪威黑金屬／第二波黑金屬浪潮（Early norwegian black metal／The second wave of black metal） - 黑金屬（Black metal） - 原始黑金屬（Raw black metal） - 噪音黑金屬（Noise black metal） - 戰爭金屬／野獸黑金屬（War metal／Bestial black metal） - 混沌黑金屬（Chaotic black metal） - 維京黑金屬（Viking black metal） - 民謠黑金屬（Folk black metal） - 異教黑金屬（Pagan black metal） - 森林黑金屬（Forest black metal） - 史詩黑金屬（Epic black metal） - 氛圍黑金屬（Atmospheric black metal／Ambient black metal） - 神秘黑金屬（Occult black metal） - 工業黑金屬（Industrial black metal） - 獨立黑金屬（Autonomous black metal） - 殘暴黑金屬（Brutal black metal） - 毀滅黑金屬（Doom black metal） - 抑鬱黑金屬／自殺黑金屬（Depressive/Suicidal black metal／DSBM） - 旋律黑金屬（Melodic black metal） - 交響黑金屬（Symphonic black metal） - 先鋒黑金屬（Avant-garde black metal） - 幽暗交響黑金屬（Deep symphonic black metal） - 技術黑金屬（Technical black metal） - 前衛黑金屬（Progressive black metal） - 太空黑金屬（Cosmic black metal） - 樂器黑金屬（Instrumental black metal） - 瞪鞋黑（Blackgaze） - 後黑金屬（Post-black metal） - 早期黑金屬／第一波金屬浪潮（Early black metal／The first wave of black metal） - 死亡金屬（Death metal） - 老派死亡金屬（Old school death metal） - 佛州死亡金屬（Florida death metal） - 瑞典死亡金屬（Swedish death metal） - 哥登堡金屬（Gothenburg metal） - 旋律死亡金屬（Melodic death metal） - 旋律黑死金屬（Melodic blackened death metal） - 交響旋律死亡金屬（Symphonic melodic death metal） - 交響死亡金屬（Symphonic death metal） - 燻黑死亡金屬（Blackened death metal） - 氛圍死亡金屬（Atmospheric death metal） - 史詩死亡金屬（Epic death metal） - 民謠死亡金屬（Folk death metal） - 殘暴死亡金屬（Brutal death metal） - 猛擊死亡金屬（Slam death metal） - 野人死亡金屬（Caveman death metal） 憂鬱 - 毀滅金屬（Doom metal） - 傳統毀滅金屬（Traditional doom metal） - 史詩毀滅金屬（Epic doom metal） - 民謠毀滅金屬（Folk doom metal） - 新傳統毀滅金屬（Neo-trad doom metal） - 氛圍毀滅金屬（Atmospheric doom metal） - 旋律毀滅金屬（Melodic doom metal） - 極端毀滅金屬（Extreme doom metal） - 燻黑毀滅金屬（Blackened doom metal） - 工業毀滅金屬（Industrial doom metal） - 污泥金屬（Sludge metal／Sludge doom） - 燻黑污泥金屬（Blackened sludge metal） - 氛圍污泥金屬（Atmospheric sludge metal） - 後金屬／瞪鞋金屬（Post-metal／Metalgaze） - 迷幻金屬／迷幻毀滅金屬（Stoner metal／Stoner doom metal） - 前衛污泥金屬（Progressive sludge metal） - 蜂鳴金屬（Drone metal／Drone doom） - 死亡毀滅金屬（Death-doom） - 旋律死亡毀滅金屬（Melodic death-doom） - 葬禮毀滅金屬（Funeral doom metal） - 哥德金屬（Gothic metal／Goth metal） - 哥德黑金屬（Gothic black metal） - 死亡哥德金屬（Death gothic metal） - 旋死哥德金屬（Death melodic gothic metal） - 另類哥德金屬（Alternative gothic metal） - 工業哥德金屬（Industrial gothic metal） - 交響哥德金屬（Symphonic gothic metal） - 交響哥德黑金屬（Symphonic gothic black metal） - 交響哥德死亡金屬（Symphonic gothic death metal） - 管弦金屬（Orchestral metal） - 毀滅哥德金屬（Doom gothic metal） - 氛圍哥德金屬（Atmospheric gothic metal） - 歌劇哥德金屬（Opera gothic metal） - 民謠哥德金屬（Folk gothic metal） - 旋律哥德金屬（Melodic gothic metal） - 旋律電子金屬（Melodic electronic metal） - 旋律極端金屬（Melodic extreme metal） - 新古典哥德金屬（Neoclassical gothic metal） - 先鋒哥德金屬（Avant-garde gothic metal） - 實驗哥德金屬（Experimental gothic black metal） - 極端哥德金屬（Extreme gothic metal） - 極端交響金屬（Extreme symphonic metal） - 恐怖金屬（Horror metal） - 後毀滅金屬（Post-doom metal） 前衛 - 前衛金屬（Progressive metal/Prog Metal） - 電子前衛金屬（Electronic progressive metal） - 樂器前衛金屬（Instrumental progressive metal） - 迷幻前衛金屬（Psychedelic progressive metal） - 交響前衛金屬（Symphonic progressive metal） - 燻黑前衛金屬（Blackened progressive metal） - 工業前衛金屬（Industrial progressive metal） - 氛圍前衛金屬（Atmospheric progressive metal） - 史詩前衛金屬（Epic progressive metal） - 新古典前衛金屬（Neoclassical progressive metal） - 技術前衛金屬（Technical progressive metal） - 旋律前衛金屬（Melodic progressive metal） - 極端前衛金屬（Extreme progressive metal） - 結構金屬（Djent） - 先鋒金屬／實驗金屬（Avant-garde metal／Experimental metal） - 極端先鋒金屬（Extreme avant-gatda metal） - 靈性金屬（Spiritual metal） - 科幻金屬（Sci-fi metal） - 數學金屬（Math metal） |  |

| 衍生次風格 - 基督教金屬／白金屬／耶穌金屬／天堂金屬（Christian metal／White metal／Jesus metal／heavenly metal） - 佛教金屬（Buddhism metal） - 福音重金屬（Gospel heavy metal） - 力量暴力（Powerviolence） - 視覺系搖滾（Visual Rock） - 油漬搖滾（Grunge） - 德國搖滾（Krautrock） - 響亮搖滾（Loud rock） - 死亡搖滾（Death 'n' roll） | 音樂運動 - 英國重金屬新浪潮（New Wave of British Heavy Metal） - 瑞典死亡金屬新浪潮（New Wave of Swedish Death Metal） - 美式金屬新浪潮（New Wave of American Heavy Metal） - 傳統重金屬新浪潮（New Wave of Traditional Heavy Metal） |  |

## 延伸閱讀
- Denis Arnold（英语：Denis Arnold）（1983年）.《Consecutive Intervals》, in 《The New Oxford Companion to Music（英语：The Oxford Companion to Music）》, Volume 1: A-J. 牛津大學出版社. ISBN 0-19-311316-3.
- Jeffrey Jensen Arnett（1996年）.《Metalheads: Heavy Metal Music and Adolescent Alienation》. Westview Press（英语：Westview Press）. ISBN 0-8133-2813-6.
- Essi Berelian（2005年）.《Rough Guide to Heavy Metal》. Rough Guides（英语：Rough Guides）. Foreword by Bruce Dickinson of Iron Maiden. ISBN 1-84353-415-0.
- Mick Berry、Jason Gianni（2003年）.《The Drummer's Bible: How to Play Every Drum Style from Afro-Cuban to Zydeco》. See Sharp Press. ISBN 1-884365-32-9.
- Andrew Blake（1997年）.《The Land Without Music: Music, Culture and Society in Twentieth-century Britain》. 曼徹斯特大學出版社（英语：Manchester University Press）. ISBN 0-7190-4299-2.
- Peter Buckley（2003年）.《The Rough Guide to Rock》. Rough Guides（英语：Rough Guides）. ISBN 1-84353-105-4.
- P.Braunstein、M. W. Doyle（2002年）.《Imagine Nation: the American Counterculture of the 1960s and '70s》. 羅德里奇, ISBN 0-415-93040-5.
- D.Bukszpan（2003年）.《The Encyclopedia of Heavy Metal》. 巴諾書店. ISBN 0-7607-4218-9.
- Annette Carson（2001年）.《Jeff Beck: Crazy Fingers》. Backbeat Books. ISBN 0-87930-632-7.
- Katherine Charlton（2003年）.《Rock Music Styles: A History》. McGraw Hill（英语：McGraw Hill）. ISBN 0-07-249555-3.
- Ian Christe（英语：Ian Christe）（2003年）.《Sound of the Beast: The Complete Headbanging History of Heavy Metal》. 哈潑柯林斯. ISBN 0-380-81127-8.
- Robert Christgau（1981年）.《Master of Reality（英语：Master of Reality） (1971) [review]》, in 《Christgau's Record Guide》. Ticknor and Fields（英语：Ticknor and Fields）. ISBN 0-89919-026-X.
- Nicholas Cook、Dibben Nicola（2001年）.《Musicological Approaches to Emotion》, in《Music and Emotion》. 牛津大學出版社. ISBN 0-19-263188-8.
- Paul Du Noyer (ed.)（2003年）.《The Illustrated Encyclopedia of Music》. Flame Tree Publishing（英语：Flame Tree Publishing）. ISBN 1-904041-70-1
- Daniel Ekeroth（2011年）.《Swedish Death Metal》. Bazillion Points（英语：Bazillion Points）. ISBN 978-0-9796163-1-0
- Charles Patrick Ewing、McCann Joseph T.（2006年）.《Minds on Trial: Great Cases in Law and Psychology》 . 牛津大學出版社. ISBN 0-19-518176-X.
- Susan Fast（2001年）.《In the Houses of the Holy: Led Zeppelin and the Power of Rock Music》. 牛津大學出版社. ISBN 0-19-511756-5.
- Susan Fast（2005年）.《Led Zeppelin and the Construction of Masculinity》, in《Music Cultures in the United States》, ed. Ellen Koskoff. 羅德里奇. ISBN 0-415-96588-8.
- Gérôme Guibert、Hein Fabien(ed.)（2007年）.《Les Scènes Metal. Sciences sociales et pratiques culturelles radicales》,《Volume! La revue des musiques populaires》, n°5-2, 波爾多: Éditions Mélanie Seteun（法语：Éditions Mélanie Seteun）. ISBN 978-2-913169-24-1.
- Thomas Harrison（2011年）.《Music of the 1980s》. ABC-CLIO（英语：ABC-CLIO）. ISBN 978-0-313-36599-7
- David Hatch、Millward Stephen（1989年）.《From Blues to Rock: An Analytical History of Pop Music》.曼徹斯特大學出版社（英语：Manchester University Press）. ISBN 0-7190-2349-1.
- Keith Kahn-Harris、Hein Fabien（2007年）.《Metal studies: a bibliography》,《Volume! La revue des musiques populaires》, n°5-2, 波爾多: Éditions Mélanie Seteun（法语：Éditions Mélanie Seteun）. ISBN 978-2-913169-24-1.
- Michael Kennedy（1985年）.《The Oxford Dictionary of Music》. 牛津大學出版社. ISBN 0-19-311333-3.
- Stéphane Leguay（2006年）.《Metal Gothique》, in《Carnets Noirs》, éditions E-dite, 3rd edition, ISBN 2-84608-176-X.
- John Bassett McCleary（2004年）.《The Hippie Dictionary: A Cultural Encyclopedia of the 1960s and 1970s》. Ten Speed Press（英语：Ten Speed Press）. ISBN 1-58008-547-4.
- Joe McMichael（2004年）.《The Who Concert File》. Omnibus Press（英语：Omnibus Press）. ISBN 1-84449-009-2.
- Michael Moynihan、Dirik Søderlind（1998年）.《Lords of Chaos》 (2nd ed.). Feral House（英语：Feral House）. ISBN 0-922915-94-6.
- David Nicholls（英语：David Nicholls (musicologist)）（1998年）.《The Cambridge History of American Music》. 劍橋大學出版社. ISBN 0-521-45429-8
- Robert M. O'Neil（2001年）.《The First Amendment and Civil Liability》. 印第安納大學出版社. ISBN 0-253-34033-0.
- Jon Pareles、Patricia Romanowski (eds.)（1983年）.《The Rolling Stone Encyclopedia of Rock & Roll》. Rolling Stone Press/Summit Books. ISBN 0-671-44071-3.
- Michelle Phillipov（2012年）.《Death Metal and Music Criticism: Analysis at the Limits》. Lexington Books. ISBN 978-0-7391-6459-4
- Glenn T. Pillsbury（2006年）.《Damage Incorporated: Metallica and the Production of Musical Identity》. 羅德里奇.
- Karen Lane Rood. . Gale Research（英语：Gale (publisher)）. 1994.
- Stanley Sadie（英语：Stanley Sadie）（1980年）.《Consecutive Fifth, Consecutive Octaves》, in《The New Grove Dictionary of Music and Musicians》 (1st ed.). 麥克米倫出版公司. ISBN 0-333-23111-2.
- Marc Schonbrun（2006年）.《The Everything Guitar Chords Book》. Adams Media. ISBN 1-59337-529-8.
- Garry Sharpe-Young（2007年）.《Metal: The Definitive Guide》. Jawbone Press. ISBN 978-1-906002-01-5.
- Martin C. Strong（2004年）.《The Great Rock Discography》. Canongate Books（英语：Canongate Books）. ISBN 1-84195-615-5.
- Dean Swinford（2013年）.《Death Metal Epic (Book I: The Inverted Katabasis)》. Atlatl Press. ISBN 978-0-9883484-3-1.
- Graham Thompson（2007年）.《American Culture in the 1980s》. 愛丁堡大學出版社. ISBN 0-7486-1910-0.
- Jeff Wagner（2010年）.《Mean Deviation: Four Decades of Progressive Heavy Metal（英语：Mean Deviation (book)）》. Bazillion Points（英语：Bazillion Points）. ISBN 978-0-9796163-3-4.
- Robert Walser（英语：Robert Walser (musicologist)）（1993年）.《Running with the Devil: Power, Gender, and Madness in Heavy Metal Music》. 衛斯理大學出版社（英语：Wesleyan University Press）. ISBN 0-8195-6260-2.
- Steve Waksman（2009年）.《This Ain't The Summer of Love: Conflict and Crossover in Heavy Metal and Punk》. 加利福尼亞大學出版社. ISBN 0-520-25310-8.
- Deena Weinstein（英语：Deena Weinstein）（1991年）.《Heavy Metal: A Cultural Sociology》. Lexington Books. ISBN 0-669-21837-5. Revised edition:（2000年）. 《Heavy Metal: The Music and its Culture》. Da Capo Press（英语：Da Capo Press）. ISBN 0-306-80970-2.
- Mark Ian Wilkerson（2006）.《Amazing Journey: The Life of Pete Townshend》. Bad News Press. ISBN 1-4116-7700-5.
- Liesbet van Zoonen（2005年）.《Entertaining the Citizen: When Politics and Popular Culture Converge》. Rowman & Littlefield（英语：Rowman & Littlefield）. ISBN 0-7425-2906-1.
- Jon Wiederhorn（2013年）.《Louder Than Hell: The Definitive Oral History of Metal》. It Books, ISBN 978-0-06-195828-1

## 外部連結
- 美國線上音樂資料庫Allmusic的重金屬音樂專題